# Hanomag

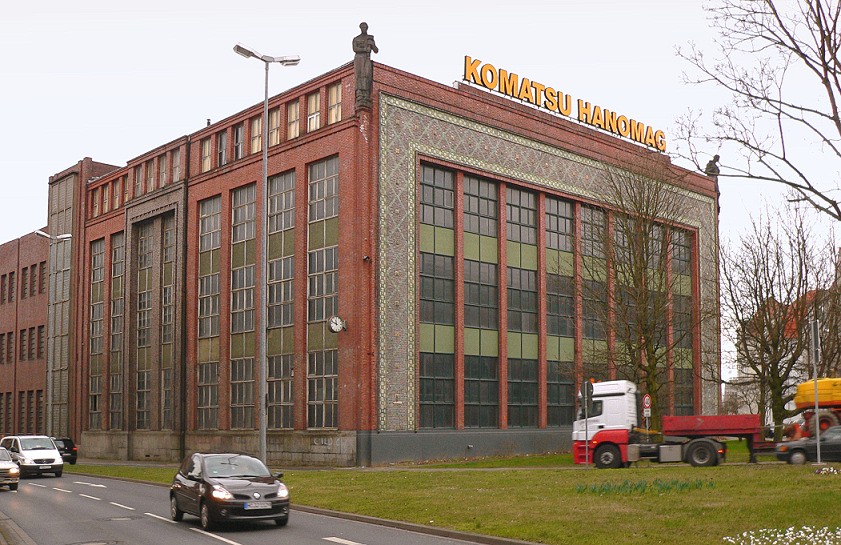
Az egykori HANOMAG gyár műemlék épülete Hannoverben a Deisterplatz-on. Az épület tetejének két sarkán két monumentális szobor található az "Ipar" és a "Munka".

A hannoveri Maschinenbau AG egy mozdonyok, teherautók, traktorok, személyautók és építőipari gépek gyártásával foglalkozó, 1871-ben alapított cég volt. A Continental AG mellett ez volt a legnagyobb vállalat Hannoverben. Miután a Horst-Dieter Esch átvette a céget, a Hanomag 1984-ben kénytelen volt csődöt jelenteni. 1989-ben a Komatsu konszern részesedést vásárolt a cégben, 2002 óta a Komatsu Hanomag GmbH 100% tulajdonú leányvállalata a cégnek.

## Története

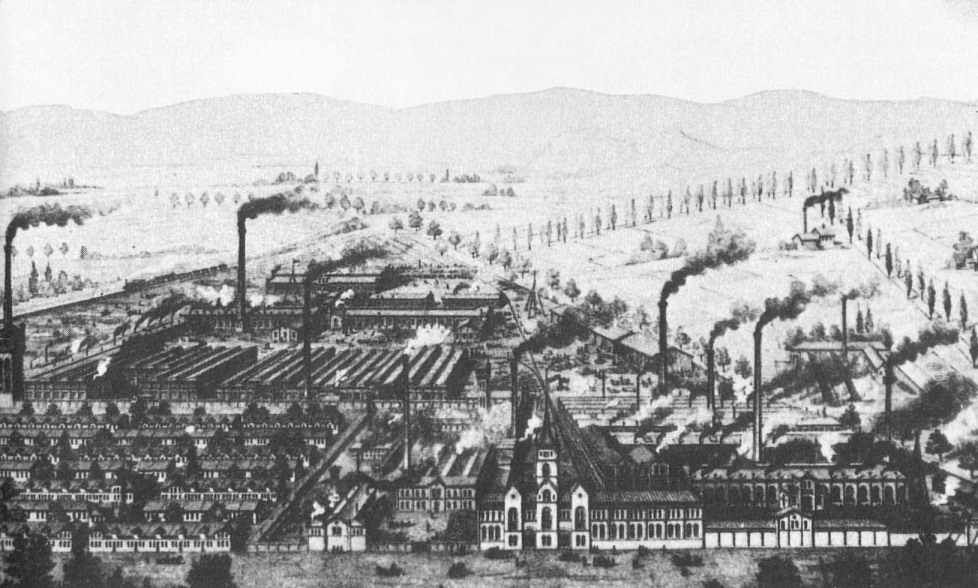
Az Egestorff Öntöde és Gépgyár a 19. század közepén

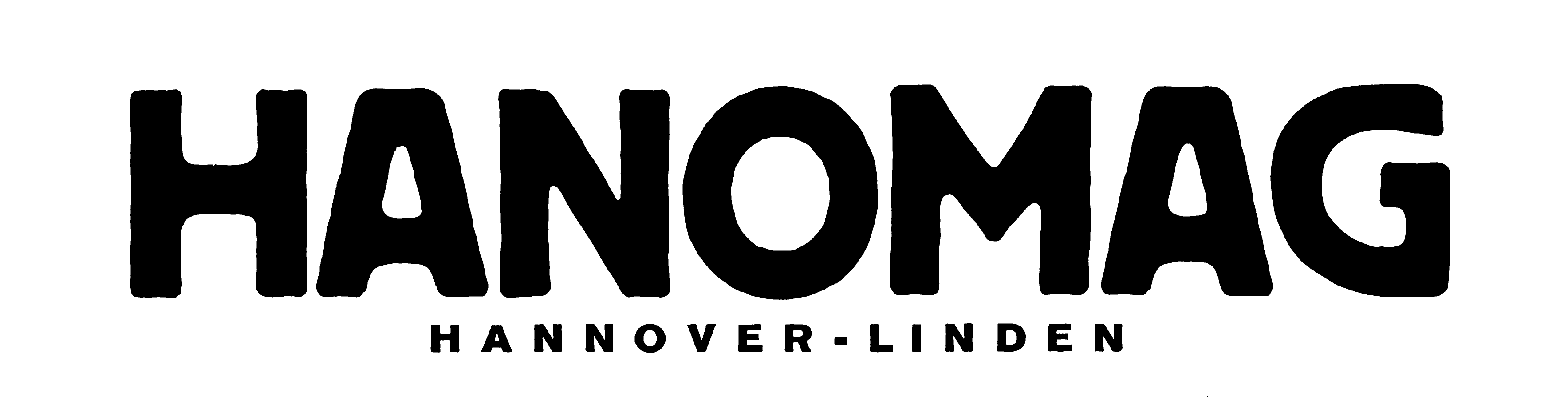
Hirdetés logo 1931-ből

### Georg Egestorff Öntöde és Gépgyár
A cég előfutára az 1835-ben George Egestorff által „George Egestorff Öntöde és Gépgyár” néven alapított üzem volt az akkori Linden nevű faluban, mely 1885-ben városi rangot kapott, majd 1920–ban Hannoverhez csatolták. 1868-ban Egestorff meghalt és az örökösök a cég részvényeit eladták Bethel Strousbergnek, a Hannover-Altenbekener Vasút tulajdonosának. Neki egy sikertelen vállalkozása volt Romániában, és a gyár megvásárlásával 900 km vasútvonal építésére és mozdonyok gyártására nyílt lehetősége.

### Hannoversche Maschinenbau Actien-Gesellschaft

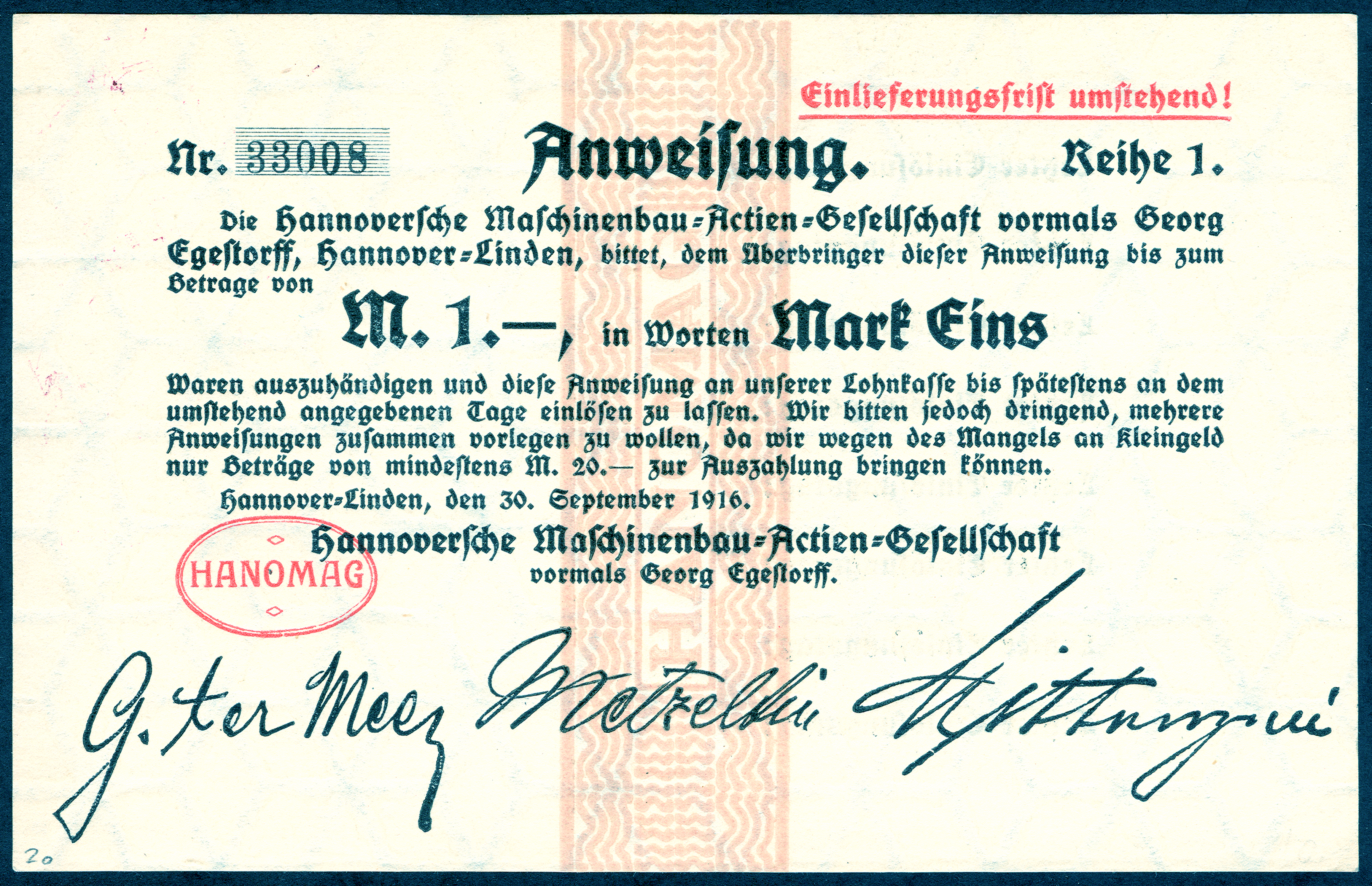
Hanomag bon 1916-ból;
Aláírás: Gustav ter Meer, Erich Metzeltin, ...

1871. március 10-én egy bankkonzorcium megalakította a Hannoversche Maschinenbau Actien-Gesellschaft vorm. Georg Egestorff, Linden vor Hannover (Hannoveri Gépépítő Részvénytársaság korábban Georg Egestorff, Linden Hannover előtt) céget. 1904-ben Erich Metzeltin igazgató a telegráfköltségek csökkentésére a nevet Hanomag-ra rövidítette, amelyet 1912-től a postai leveleken is használtak. 1917-ben épült fel a Alfred Sasse tervei alapján a gyár új épülete, mely ma műemlékvédelem alatt áll.

### Hanomag mint páncélozott járműgyártó

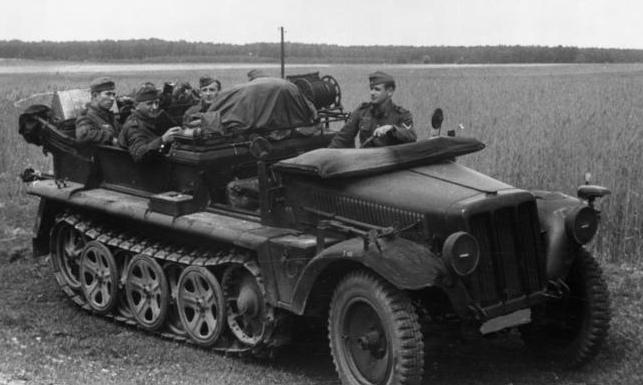
SdKfz 10 féllánctalpas gépkocsi
a Hanomag/MNH-tól
(Oroszország 1941. június)

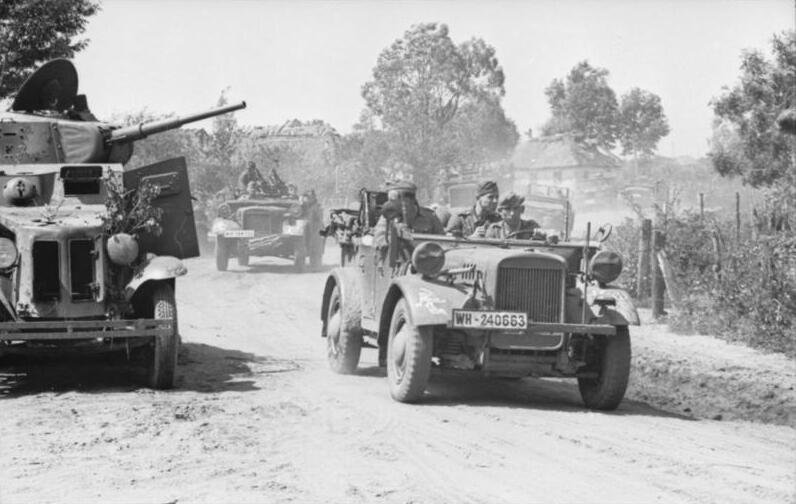
Leichter Einheits-Pkw

1934-ben a gyár részvénytöbbségét a Bochumer Verein szerezte meg a pangó piaci hangulatban. Így a Hanomag a Vereinigten Stahlwerke része lett.
A harmadik birodalom alatt az üzemben a hadianyaggyártás aránya nőtt, míg 1933-ban 40% volt, 1936-ra elérte a 60%-ot, ugyanakkor az alkalmazottak létszáma megnégyszereződött (2500-ról 10 000-re). A Wülfeler Eisenwerke egyik leányvállalatával, a M.N.H. Maschinenfabrik Niedersachsen G.m.b.H.-val együttműködve a Hanomaggal 1937-től Wülfel-ben és Laatzen-ben páncélozott járművek részeit gyártotta, melyeket a badenstedti gyárban szereltek készre. A két legnagyobb Hannoveri hadiüzemben Hanomag / MNH készültek a (Sd.Kfz. 10, Sd.Kfz. 11.), könnyű vontatók, a (Sd.Kfz. 251) páncélozott járművek, a („Panther“ és Jagdpanzer V) tankok, a nehéz tábori tarackok, 10,5-cm/12,8-cm-Flak légvédelmi ágyúk és 28 cm-es vasúti ágyúk. A Hanomag 1936-tól három műszakban működött, hogy kielégíthesse a megrendeléseket. A MNH, mint tisztán hadiipari céget a második világháború után megszüntették.
A Stettiner-i Stoewer cég által kifejlesztett Leichten Einheits-Pkw alapján a Hanomag 1940-ig gyártotta a Wehrmacht-nak az E l Pkw/20 B-t. A terepjáró összkerékhajtásának licencét megvásárolta a BMW és mint BMW 325 (E l PKW/325) gyártotta. A három gyártó összesen mintegy 11 000 db-ot gyártott az egységes alvázakból, de saját motorral szerelte azokat. A hadi járművek között gyártottak még erős vontatókat (ZgKW) 6 hengeres, 100 LE-s dízelmotorral, dupla kabinnal SS 100 LN név alatt először a légierőnek (Luftwaffe), majd később a hadseregnek Wehrmacht is.

## A második világháború után
1958-ban a Reinsthal megvette a Hanomagot, majd 1965-ben a Tempo-Werke-t is. 1969-ben egyesült a Hanomag haszongépjármű részlege a Henschel-Werke-vel és Hanomag Henschel Fahrzeugwerke GmbH-ként (HHF) működött tovább. A Daimler-Benz AG először részben, majd 1971-ig egészen átvette a céget. 1970-től fokozatosan megkezdte a Mercedes-Benz dízelmotorokat (BR 8) beépíteni, például a Harburger Transzporterbe. 1974-re a Hanomag-Henschel márkanév teljesen eltűnt.
1974 júliusában a Reinsthal eladta a Hanomagot 120 millió márkáért a Massey Fergusonnak. Azt tervezték, hogy az építőipari gépgyártást a hannoveri konszern fogja össze, ám a terv nem valósult meg.

## Eladás és csőd
1980. február 1-jén Horst-Dieter Esch vállalkozó megvásárolta a Hanomagot 30 millió német márkáért. És egyesítve további építőgépipari cégekkel létrehozta saját IBM holdingját mely a világ legnagyobb építőgépipari cége lett. A Hanomagnak komoly állami támogatásra volt szüksége, hogy versenyképessé váljon, így eladta üzemcsarnokait Hannover városának 48 millió DM-ért. Az IBH végül 1983-ban csődhelyzetbe került s ennek eredményeként 1984 februárjában csődöt kellett jelenteni. 1984 márciusában Eschet letartóztatták és ugyanezen év októberében másodfokon csalás és csődbűntettben bűnösnek mondták ki és hat és fél év börtönre és 90 000 DM pénzbírság megfizetésére ítélték. 1984 március végén az utolsó dolgozót is elbocsátották.

## Komatsu-Hanomag
Alfred Gassmann, Helmut Gassmann und Günter Papenburg vállalkozók 1984 áprilisában alapítottak egy közös céget Hanomag GmbH néven, mely 1988-ban részvénytársasággá alakult. 1989-ben az építőipari gépgyártó Komatsu megvásárolta a Hanomag részvényeit, így az 2002-től Komatsu-Hanomag GmbH néven 100 %-os tulajdonú leányvállalatként nemzetközileg is ismert cég lett. Hannoverben 2005 óta 54-353 LE teljesítményű rakodógépeket és 14-22 tonnás mobil kotrógépeket gyártanak. A termelési adatok a 2007-es 1400 gépről 3900-ig nőttek. A forgalom elérte az évi 356 millió eurót amely 62 %-os növekedés az előző évhez képest.

## Az üzemterület újrahasznosítása
A nagy kiterjedésű üzemterület a dél-lindeni városrészen ipari pusztasággá vált , csak kis részét használják. Napjainkban a terület keveréke egy lepusztult ipartelep és építőipari áruház, autóalkatrészkereskedés, a rendőrség és az egyetem által közlekedési gépjárműellenőrzés, építőipari igazgatás, stb.-ként újrahasznosított épületek keveréke.
Az U-Boot csarnok hosszabb üresen állás után raktárként szolgált, az 1980-as, 1990-es években disco és a "Cyber House" techno club működött benne, 2010 óta egy részében kerékpárkereskedés van. A csarnok és több épület műemlékvédelem alatt áll.

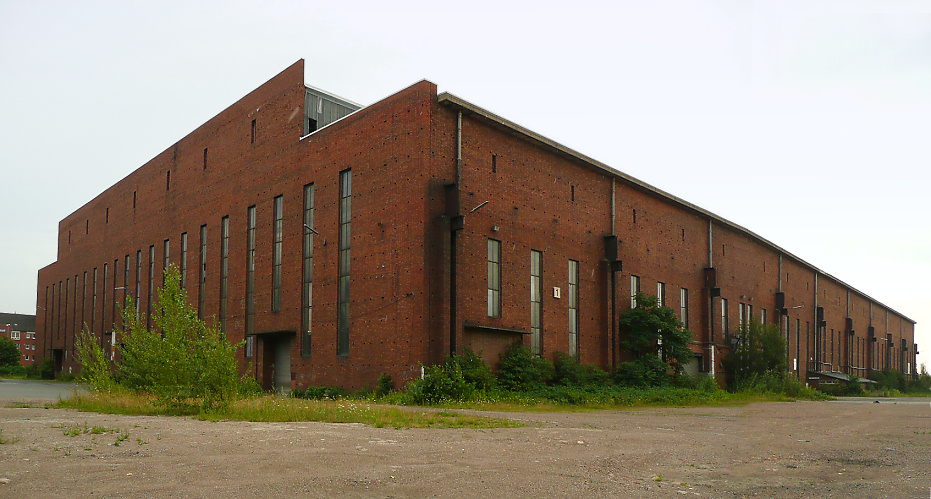
Ehemalige Halle I („U-Boot-Halle"), zeitweise Technoclub „Cyberhouse"
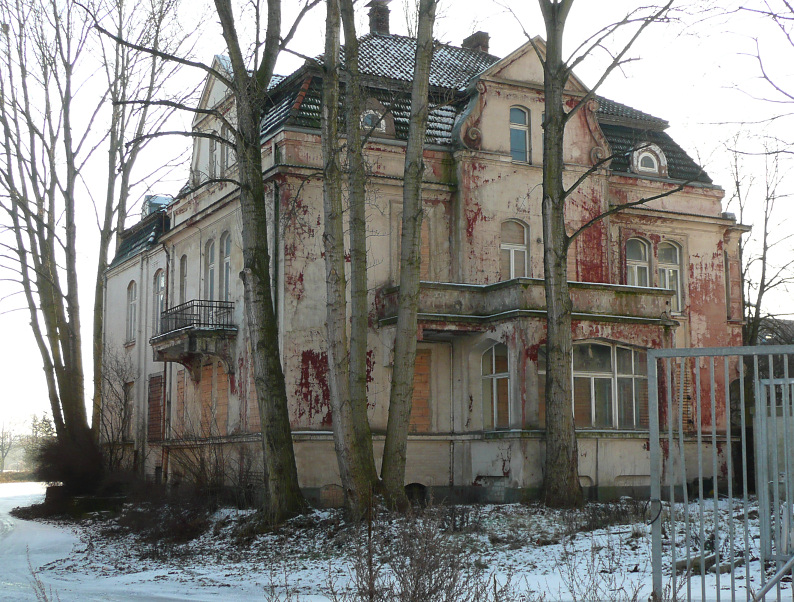
Leerstehende Fabrikanten-Villa auf dem Werksgelände
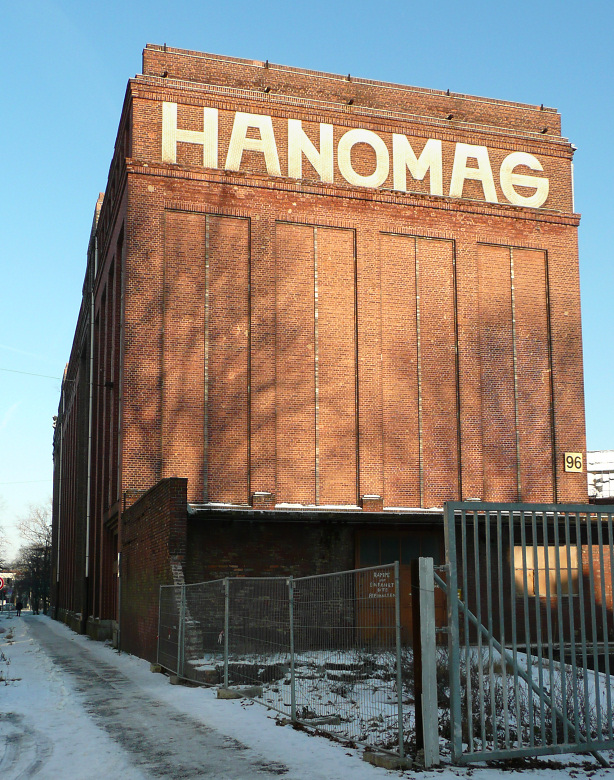
Fabrikgebäude
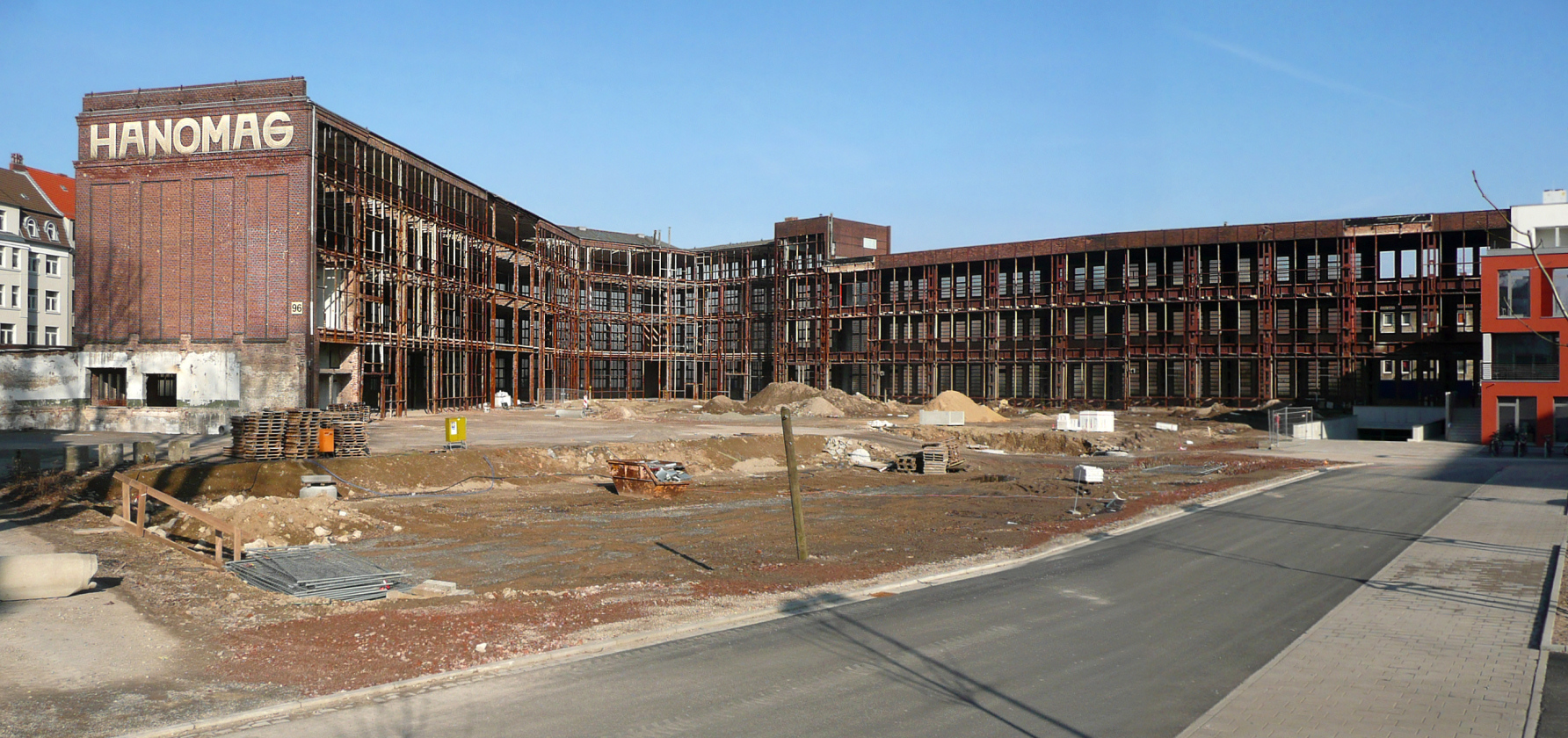
Rückseite der entkernten Fabrikgebäude Anfang 2011, davor stehende Hallen sind bereits abgerissen

## Termékek

### Mozdonyok és gőzgépek

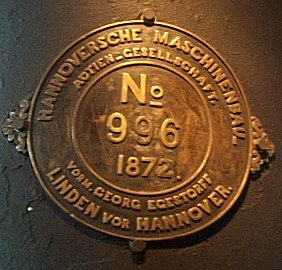
A Hannoverschen Maschinenbau Actien-Gesellschaft Nr. 996 számú mozdony számtáblája a Német Műszaki múzeumban

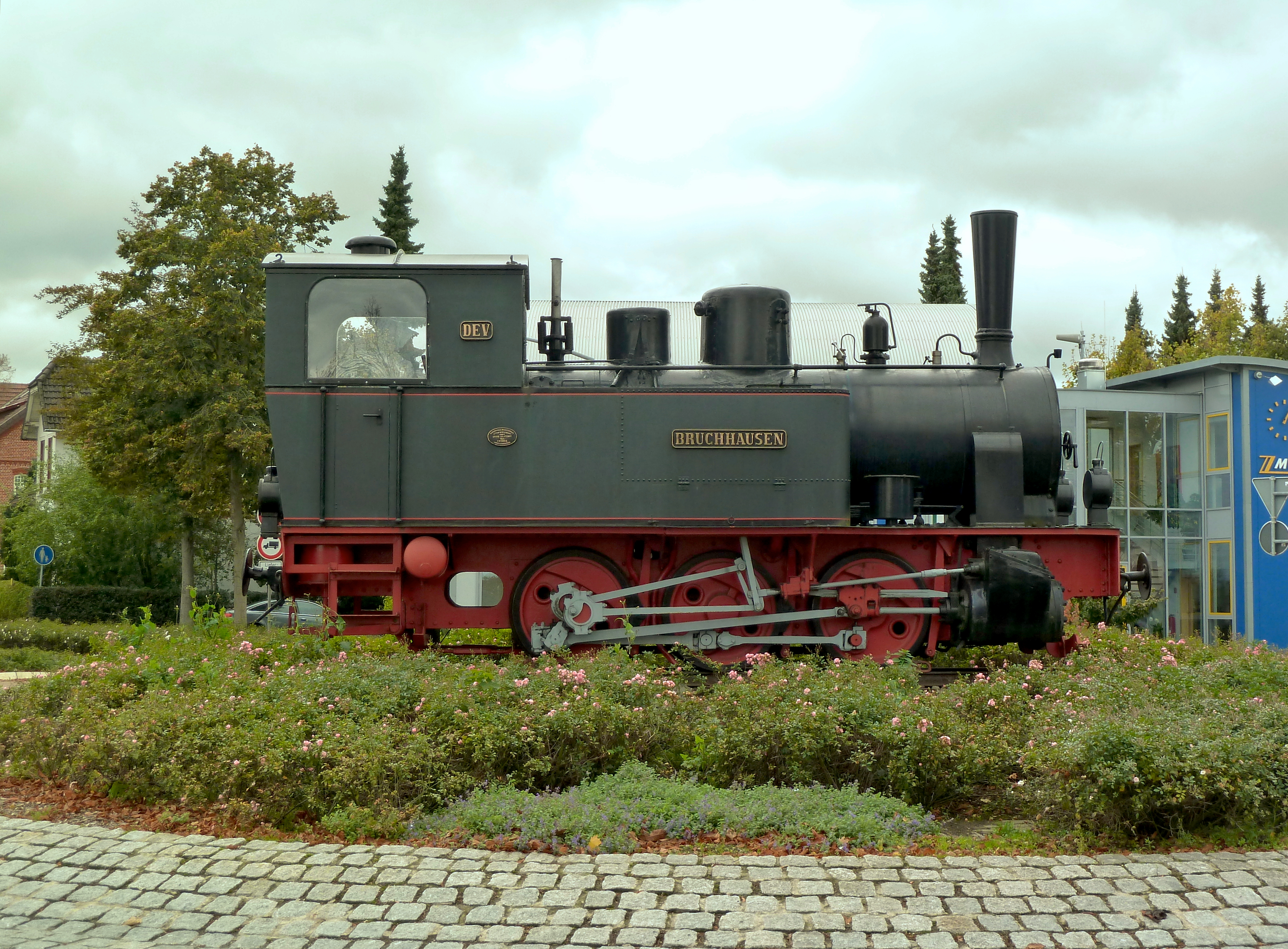
Hanomag gőzmozdony 1899-ből

A Hanomag volt évtizedeken át talán a legfontosabb gőzmozdonygyártó Németországban, mióta 1846-ban a Maschinenfabrik Georg Egestorff-ban elkészült a Hannoveri Királyság Államvasútjának (die Königlich Hannöversche Staatseisenbahnen) első gőzmozdonya a „Ernst August“ mely megnyitásától Lehrte-től Hildesheim-ig futott. Az ezt követő időszakban a lindeni gyár szállította az államvasutaknak, a Herzoglich Braunschweigische Staatseisenbahn-nak és a Königreichs Hannover-nak. A német háború után 1866-ban Hannover porosz tartomány lett, s a gyár most elsősorban a Porosz Államvasutak-nak épített mozdonyokat. Említésre érdemes az „S” sorozat ( S 1, S 5.1, S 7, S 9, G 8, G 10 und G 12) melyet részben a Hanomag gyár fejlesztett ki. A legnagyobb széria lindenban a 999 példányban készült porosz G 8.1 volt, ami a mozdonytermelés 20%-át tette ki.
Bethel Henry Strousberg 1868-ban megszerezte a lindeni üzemet, hogy saját gyártással függetlenítse magát más gyártóktól. Észszerűen szabványosítva a mozdonyalkatrészeket a gyártási kapacitás is jelentősen megnőtt. A fő probléma az volt, hogy nem volt iparvágánya a gyárnak, így az új mozdonyokat nehézkesen, lovaskocsin kellett elszállítani az államvasúti állomásra. Amikor 1872-ben, a Hannover-Altenbekener vasút megnyílt, a Bahnhof Linden-Fischerhof közvetlen összeköttetést teremtett a Hanomaggal.
1894-ig a Hanomag volt a kizárólagos szállítója az Oldenburg Államvasutaknak.
A gyár egyik fontos pillére volt az export. Röviddel az első világháború előtt az elkészült mozdonyok közel 40%-át külföldre adták el, elsősorban a román és a bolgár vasúttársaságoknak. Iparvállalatok és magánvasút-társaságok is voltak a vásárlók között.
188-ban megépítették a világon elsőként a motormozdony prototipusát. Szabadalmi problémák miatt azonban a tervet feladták és továbbra is csak gőzmozdonyokat gyártottak.
1922-ben igazgatóság-váltás után bejelentették, hogy a termelési szerkezetet megváltoztatják, törlik a mozdonygyártást. A fő ok az volt, hogy az I. világháború után meredeken zuhant a kereslet. Miután 1931. július 29-én elkészült a 10765 számon megrendelt mozdony, a gyártás befejeződött. Valójában a törölt rendelések miatt 10765 volt a legmagasabb sorszám. Az egész mozdonygyártást a Deutsche Reichsbahn kvótájával együtt eladták a kasseli Henschel és fia cégnek.
Az I. világháború éveiben a Georg Alpers junior udvari fotós képeslapjain szerepeltek a Hanomag különböző mozdonyai és traktorai. A képek mellett a kártyán szerepelt az adott mozdony vagy traktor számos technikai adata, kiadási éve, sorozatszáma, így össze lehetett gyűjteni a sorozatot.
A Hanomag további meghatározó termékei a gőzgépek és az erőművi függőleges fűtőcsövű állókazánok voltak.

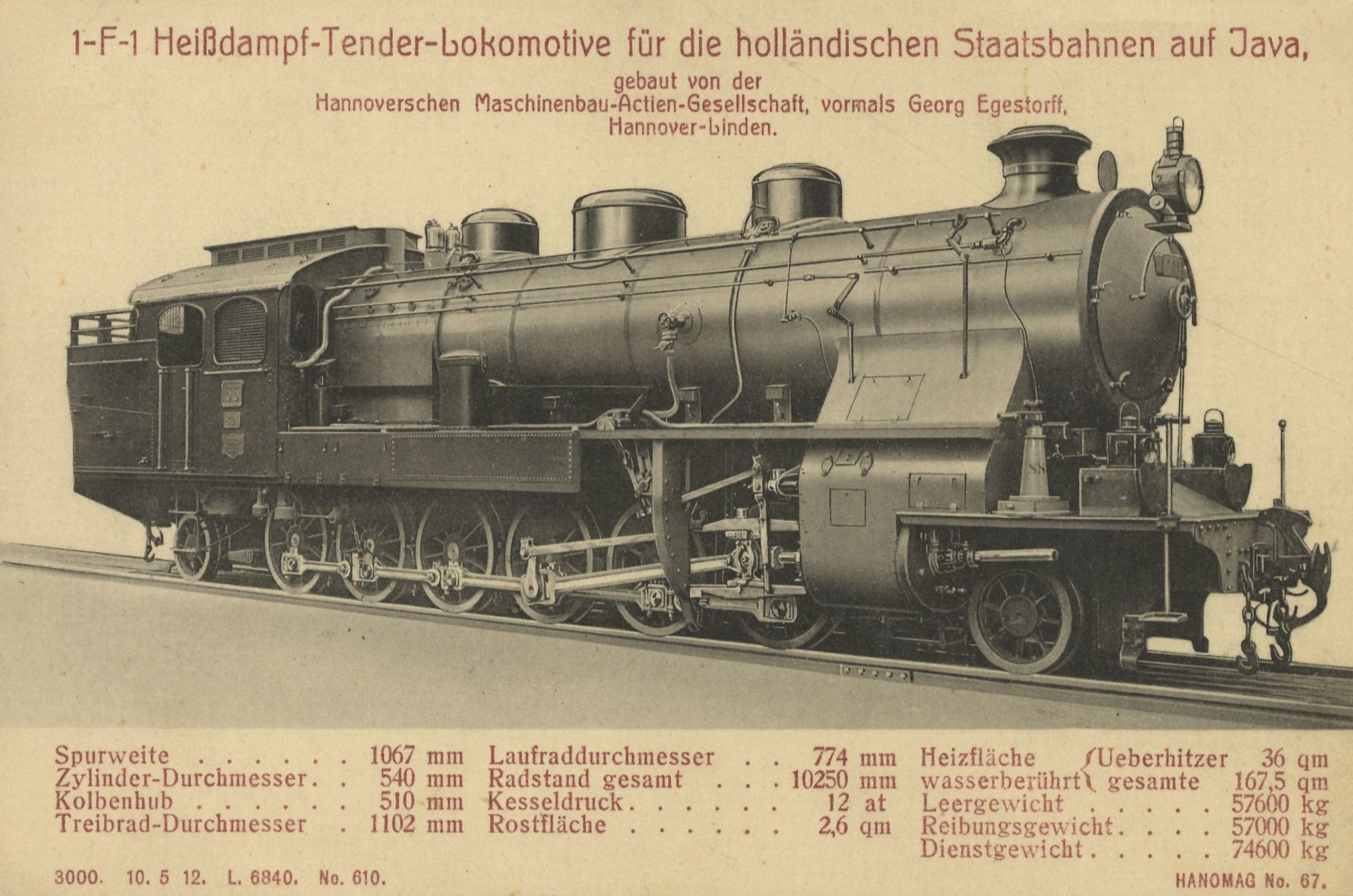
1F1 tengelyelrendezésű túlhevített gőzű szertartályos gőzmozdony a holland államvasutaknak Jáwára, (Alsó-Indiába)
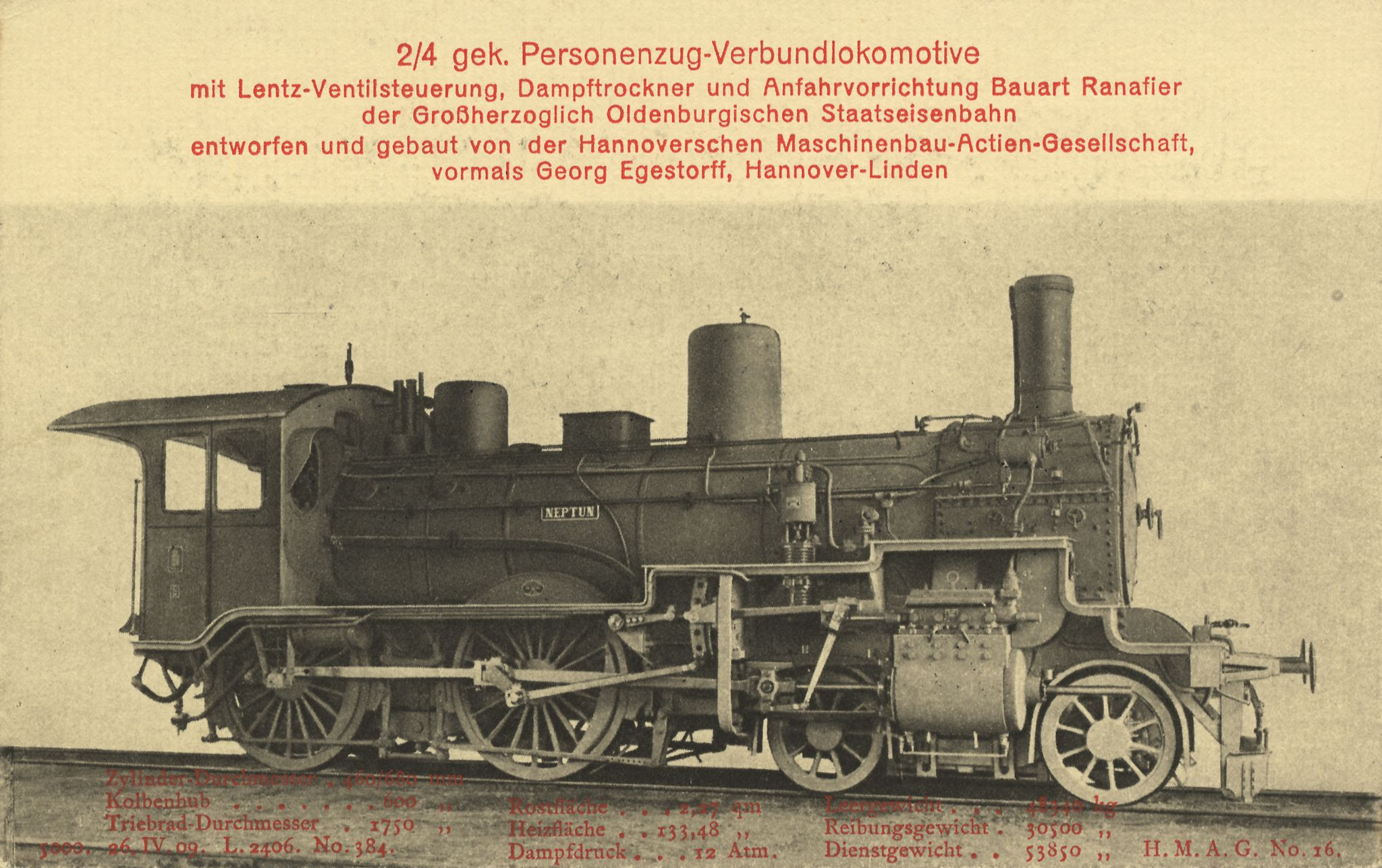
2B személyvonati kompaund gőzmozdony az Oldenburgi Nagyhercegség Államvasútjának Großherzoglich Oldenburgische Staatseisenbahnen
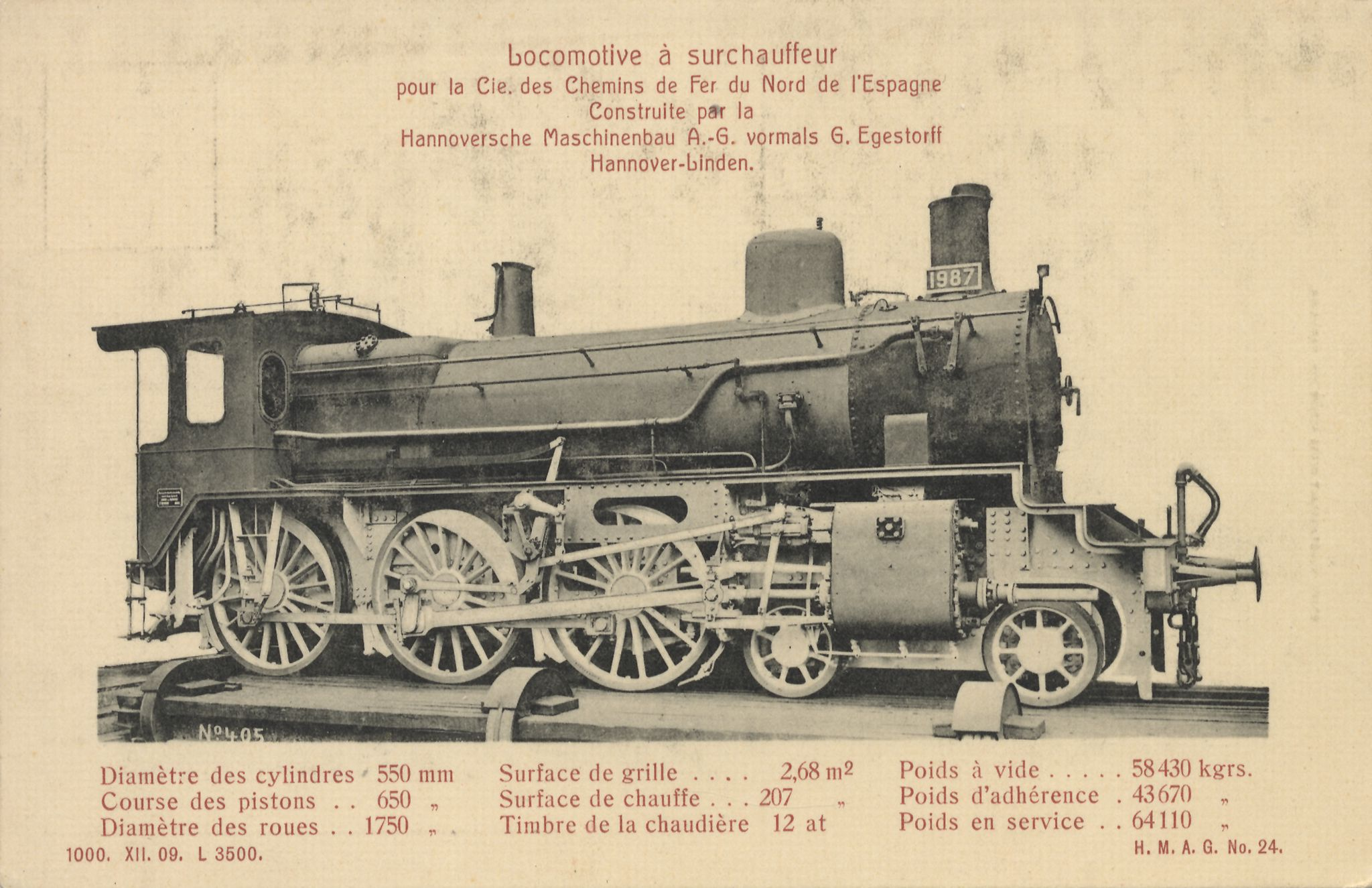
Gőzmozdony a Eisenbahngesellschaft Nordspaniens-nak

### Haszonjárművek
1905-től gyárt a Hanomag teherautókat. Az ágazat 1969-ben levált és Hanomag-Henschel-Fahrzeugwerke GmbH-ként önálló cégként először 51%-os Daimler-Benz AG részesedéssel, amelyet később 100%-ra emelkedett.

#### Vontatók

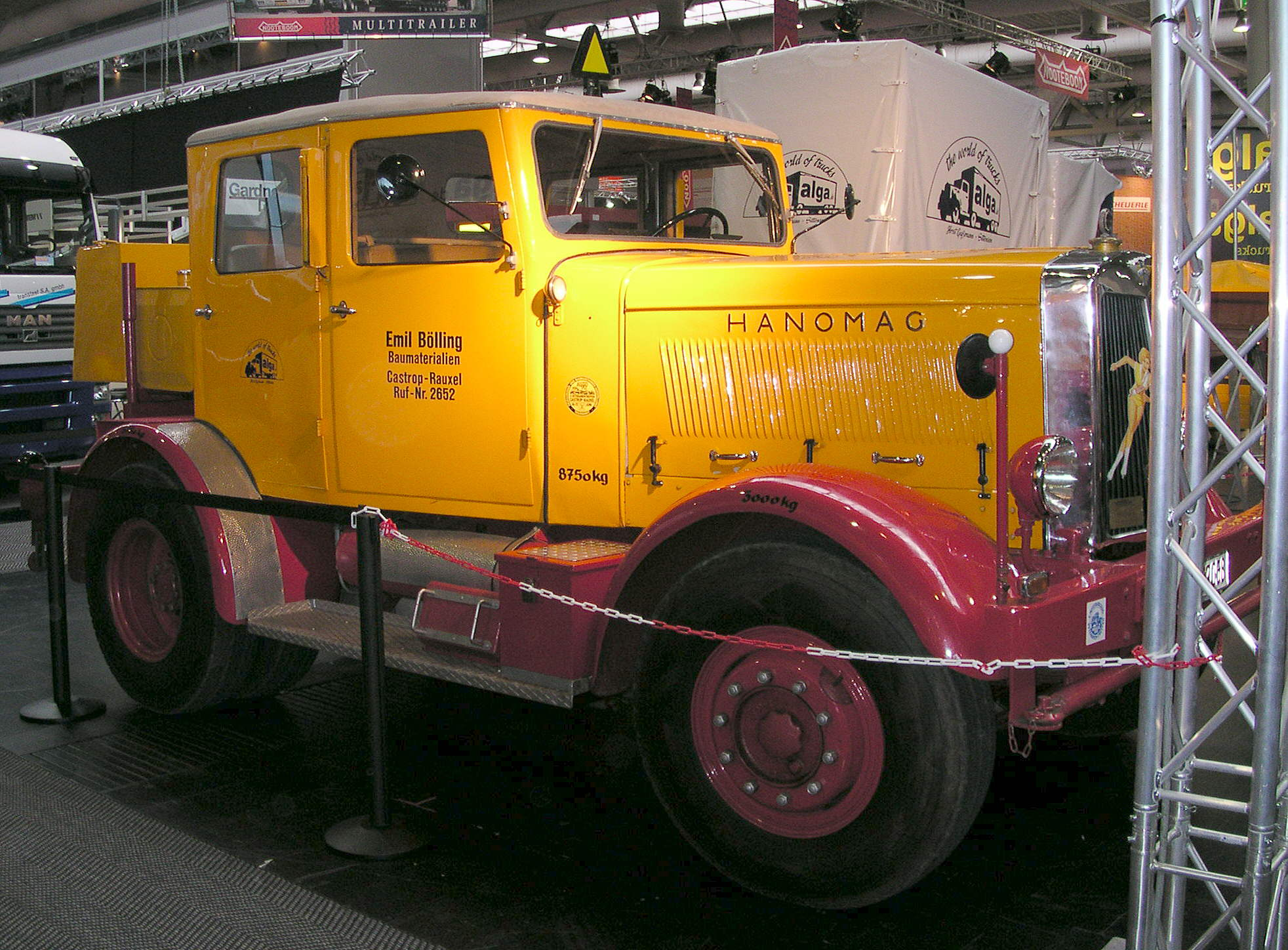
Az ST 100 vontató

A Hanomag neve az 1930-as években főként a könnyű, közepes és nehéz vontatók gyártása terén volt ismert. Ezek a járműtípusok ebben az időben elsősorban a helyi forgalomban voltak elterjedve rakfelület nélküli vagy csak kis rakfelülettel rendelkezők voltak és egy vagy több pótkocsi volt hozzájuk csatolva. A háború idején sok nehéz SS-100 vontatót (SS= Straßenschlepper /közúti vontató) építettek háborús célokra. 1945 után ennek a modellnek a gyártása békés célokra tovább folyik csak már ST 100 néven civil nyergesvontatóként csakúgy, mint a két következő két kisebb modell az ST-55 és ST-20, mely a következő évben jött (kb. ugyanakkora teljesítményű LE-ben) 1950-ben a típus gyártása befejeződött. Az ST 100 nehéz vontatót időközben hagyományos kamionná fejlesztették, de kicsi volt rá a kereslet, így 1951-ben ez is eltűnt a piacról..

### Kisteherautók
A Hanomag L 28 1950-ben jelent meg 1,5 t hasznos teherbírású kisteherautóként. A következő években további változatai is készültek akár 3 tonna teherbírással is. A modell jól fogyott, egészen 196[?]-ig építették. Kiemelt szerepet játszik a hagyományos Hanomag L 28-ból kifejlesztett AL 28 típus. Mely négykerék-hajtású volt. 1958-tól rendszeresítették a határőrségnél, rendőrségnél és az sürgősségi szolgálatoknál. 1971-ig gyártották a típust.

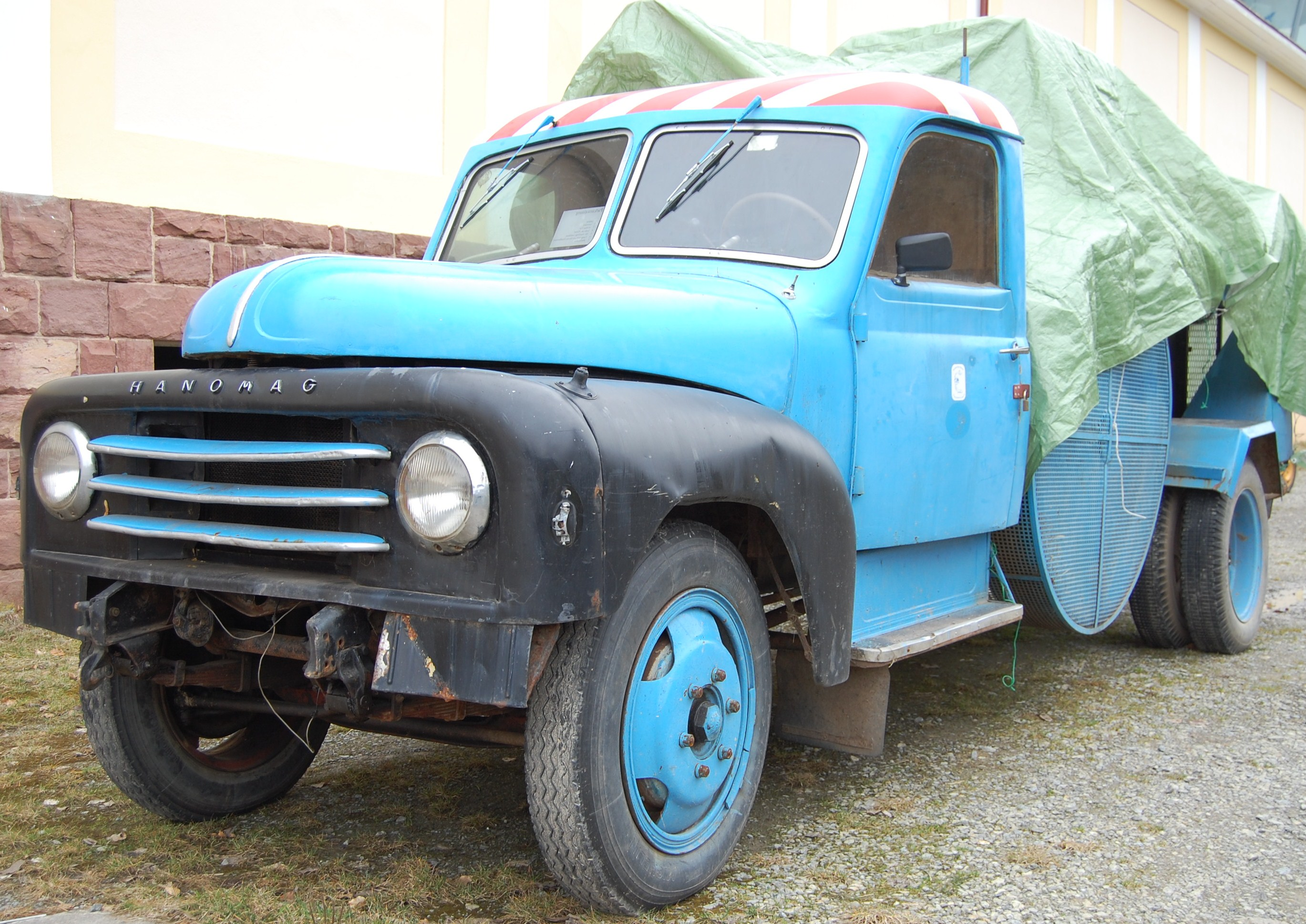
Hanomag L 28
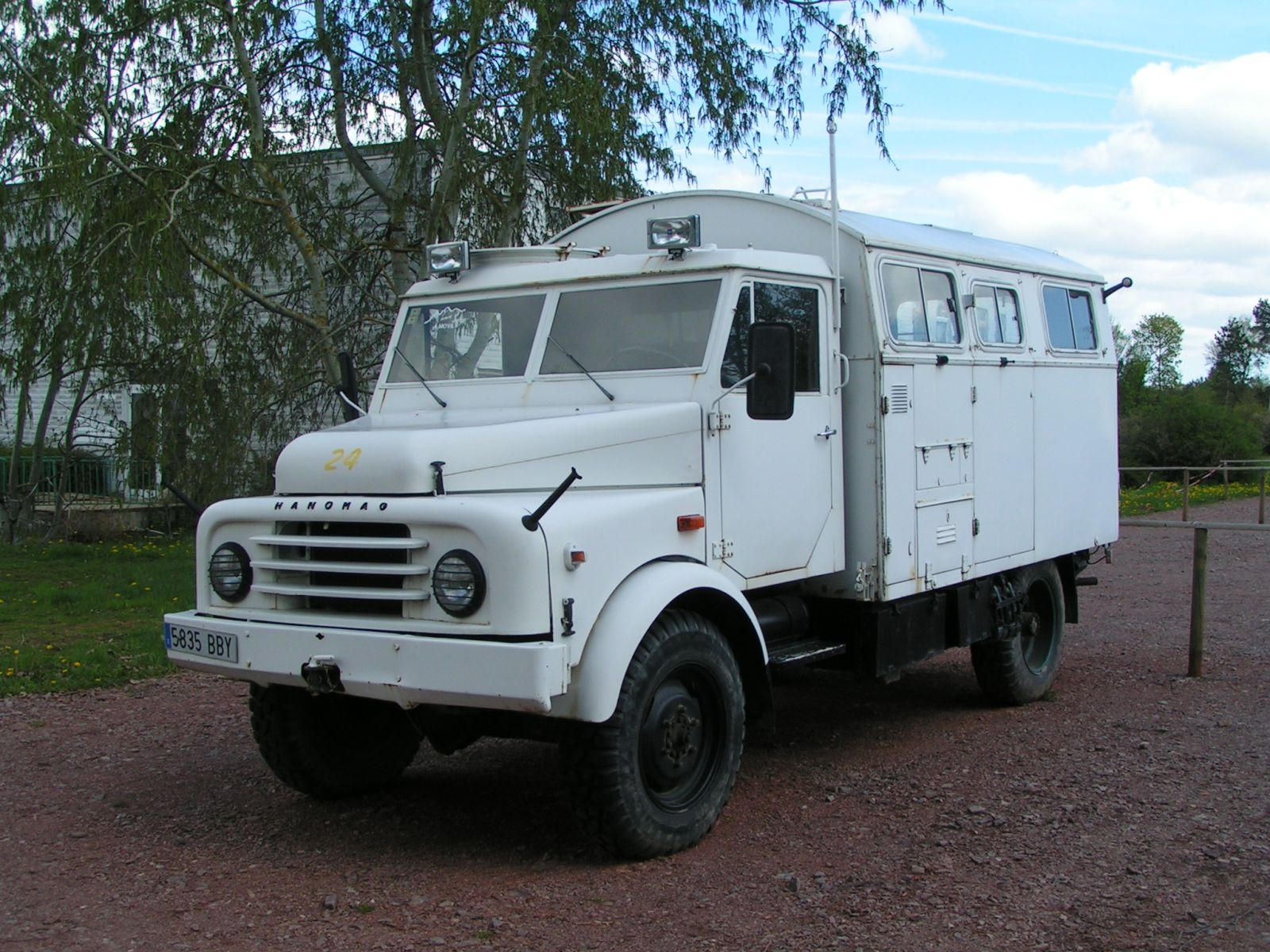
AL 28
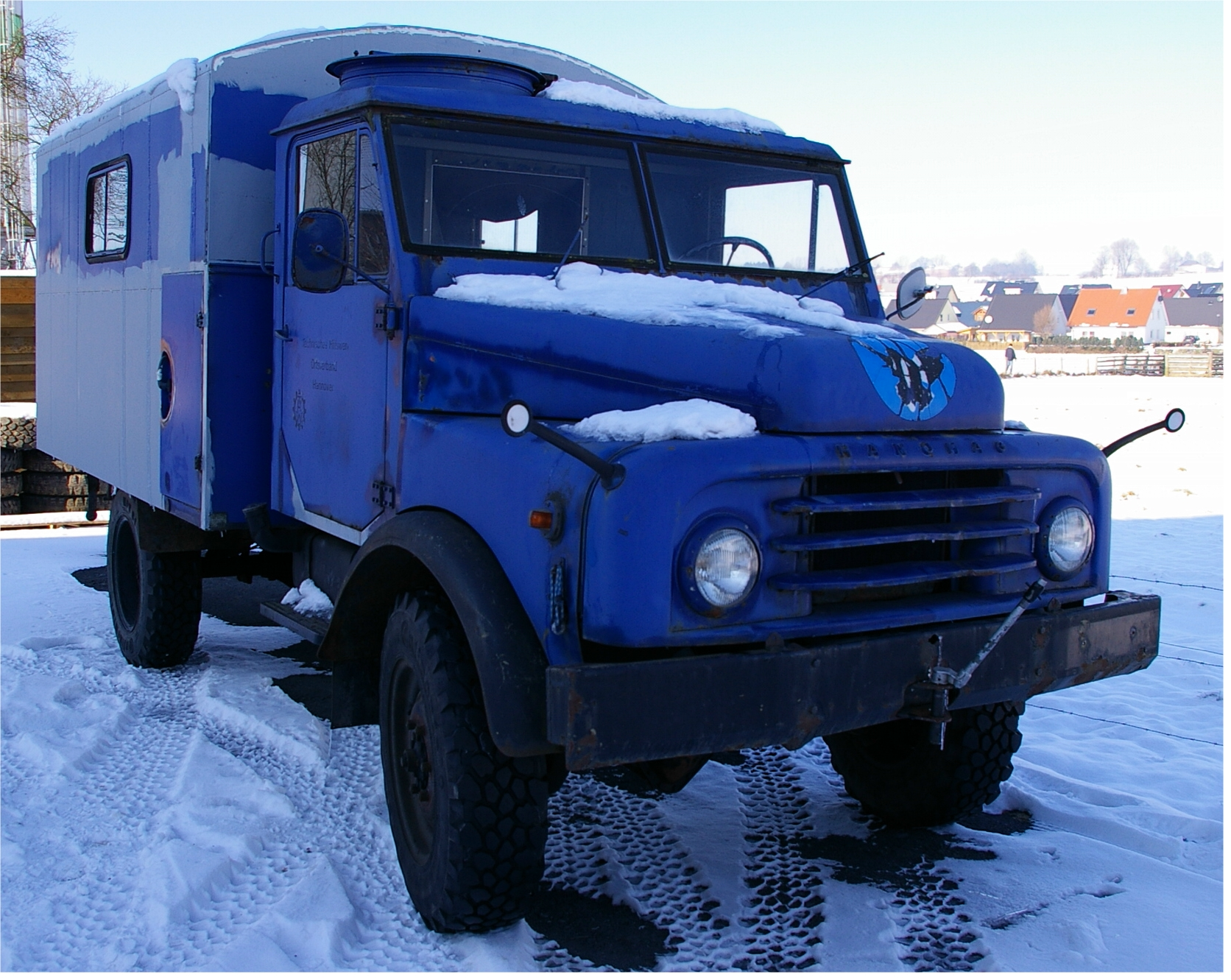
Hanomag AL 28

1958-ban jelent meg az L28 utódja ahol a motor a vezetőfülke alatt volt (németül: Frontlenker) mely nagyobb volt és nagyobb hasznos teherbírású, a közel azonos megjelenésű Hanomag Kurier, Garant és Markant, amely a legkisebb volt közülük. 1958-ban a legnagyobb számban eladott a hármasból a Kurier volt a két tonna teherbírásával.

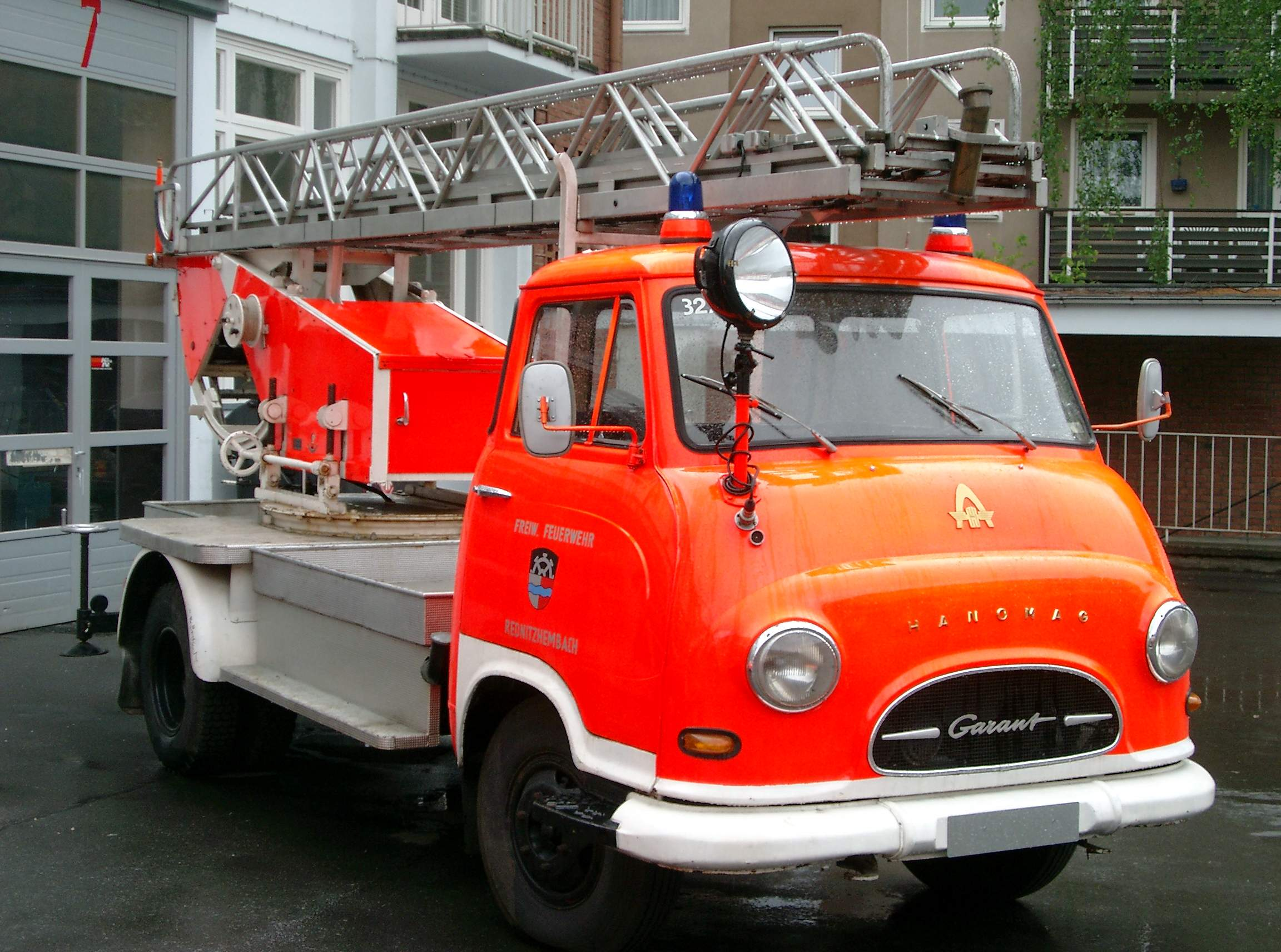
Hanomag Garant
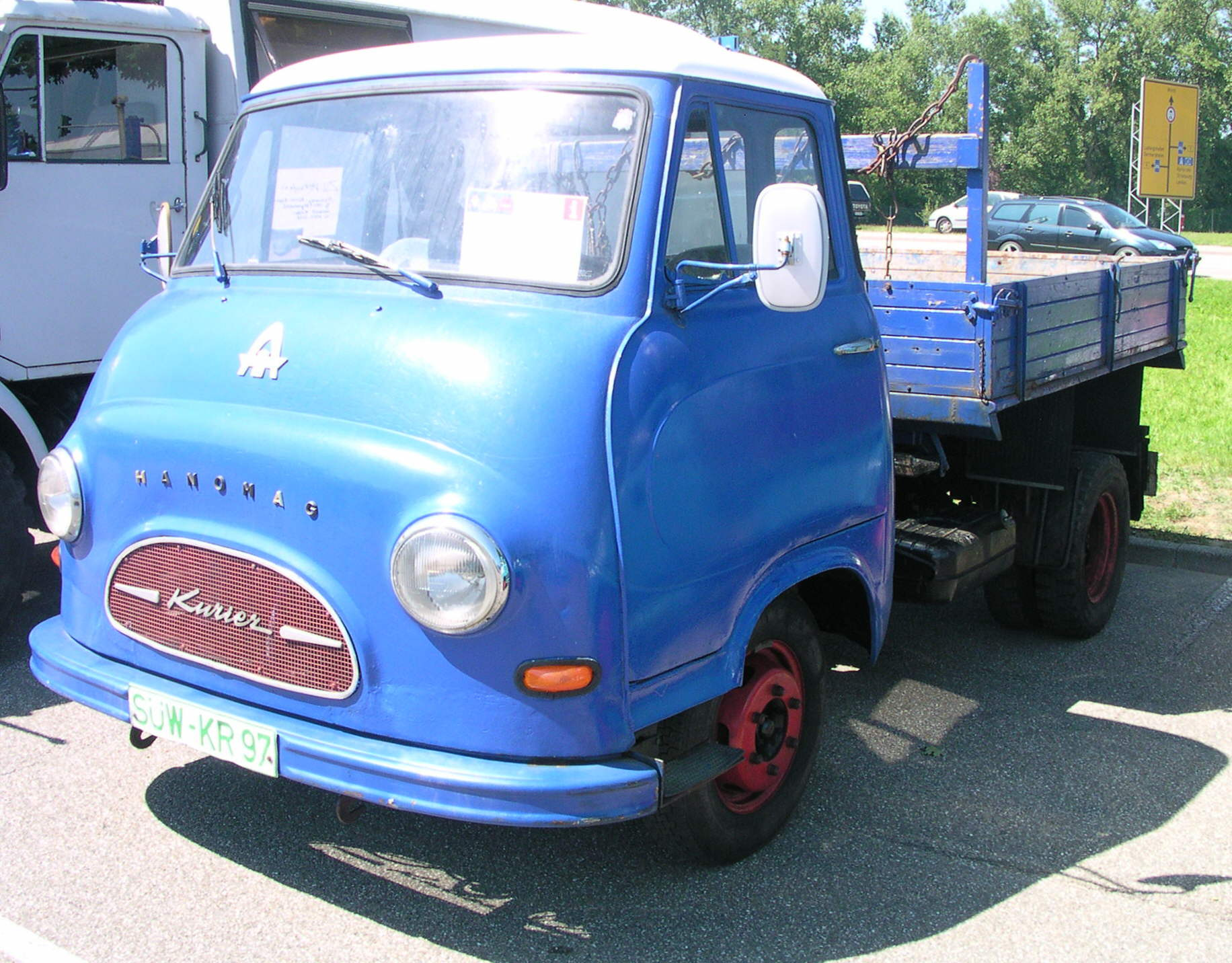
Hanomag Kurier
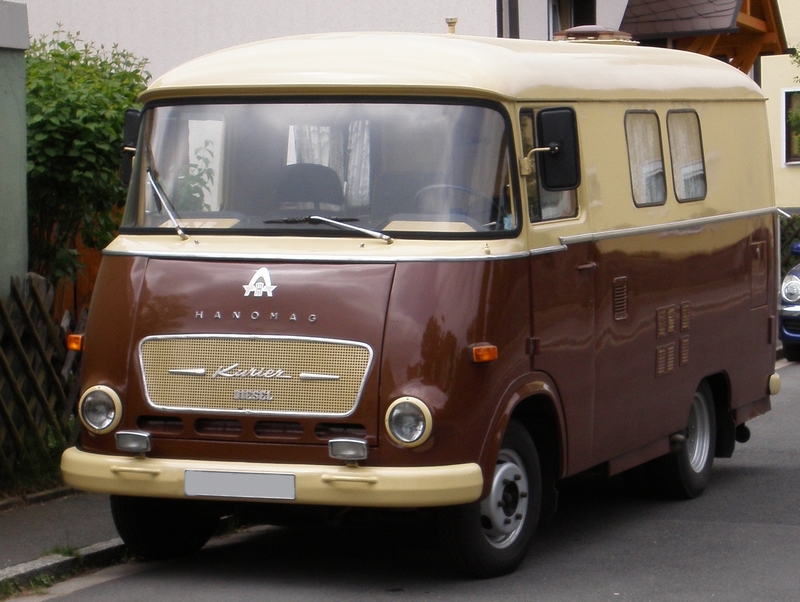
Hanomag Kurier II Diesel

A Courier-sorozatot 1967-ben a Hanomag F-sorozat váltotta. Ez mintha egy kicsit terjedelmesebbnek tűnne, mint elődje. A tervező Louis Lucien Lepoix kockaforma vezetőfülkét tervezett előre erősen lejtő motorháztetővel Kurzhauber. A modellválaszték t 2,1 tonna hasznos teherbírásnál kezdődött az F 45 modellel. A legnagyobb modell- az F 86 - 1969-ben jelent meg, 5 tonna hasznos teherbírással és 8,5 tonna bruttó tömeggel. Az elnevezéseket a közelítő össztömeg adta (F 45, így 4,5 tonna össztömeg). Miután a haszongépjármű részleget a Daimler-Benz 1971-ben megszerzése, az F-sorozatot a hasonló Mercedes-Benz T 2 furgonokkal párhuzamosan tovább gyártották 1973-ig, majd azt teljesen felváltotta az utóbbi.

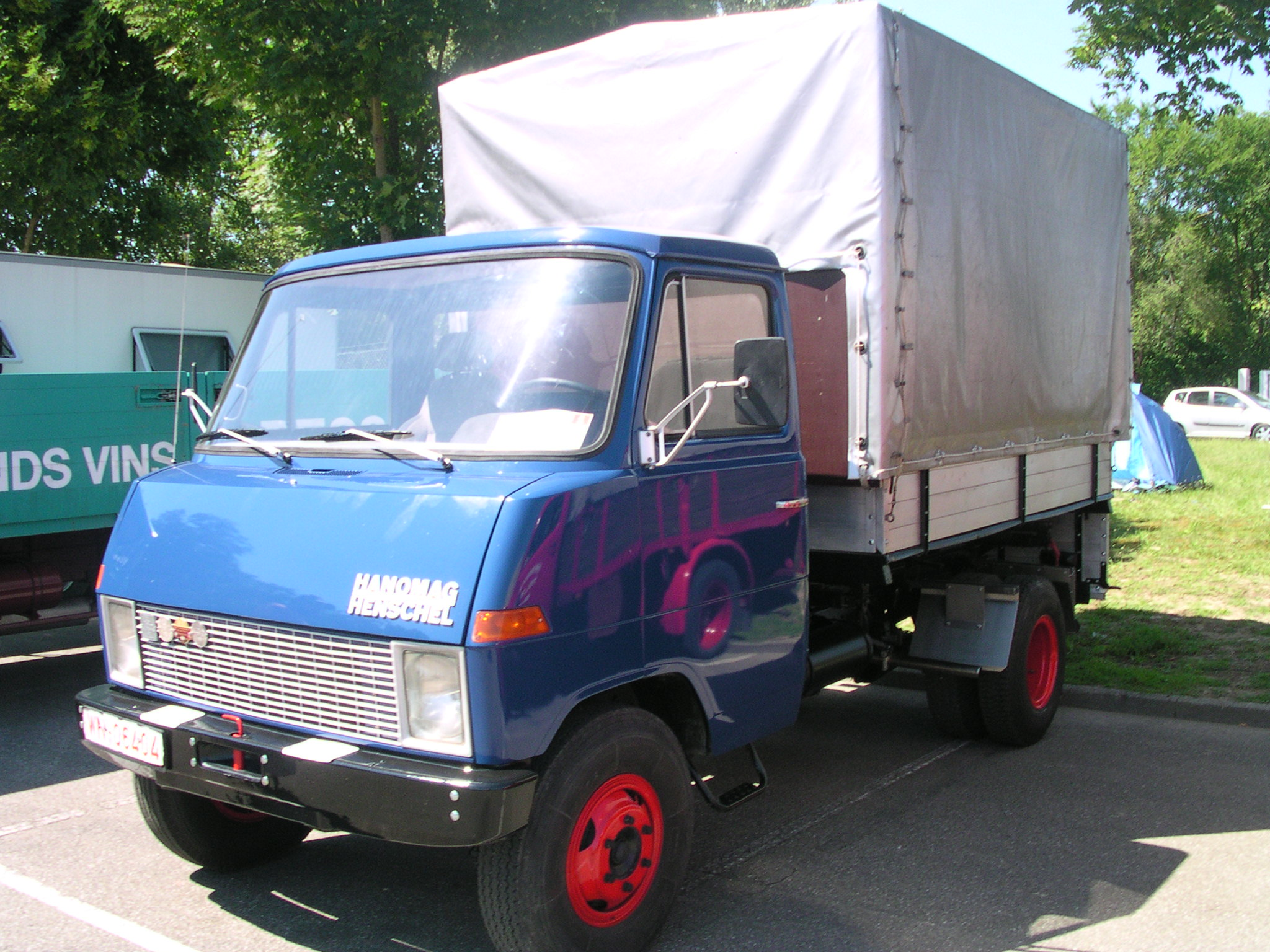
Hanomag F 55
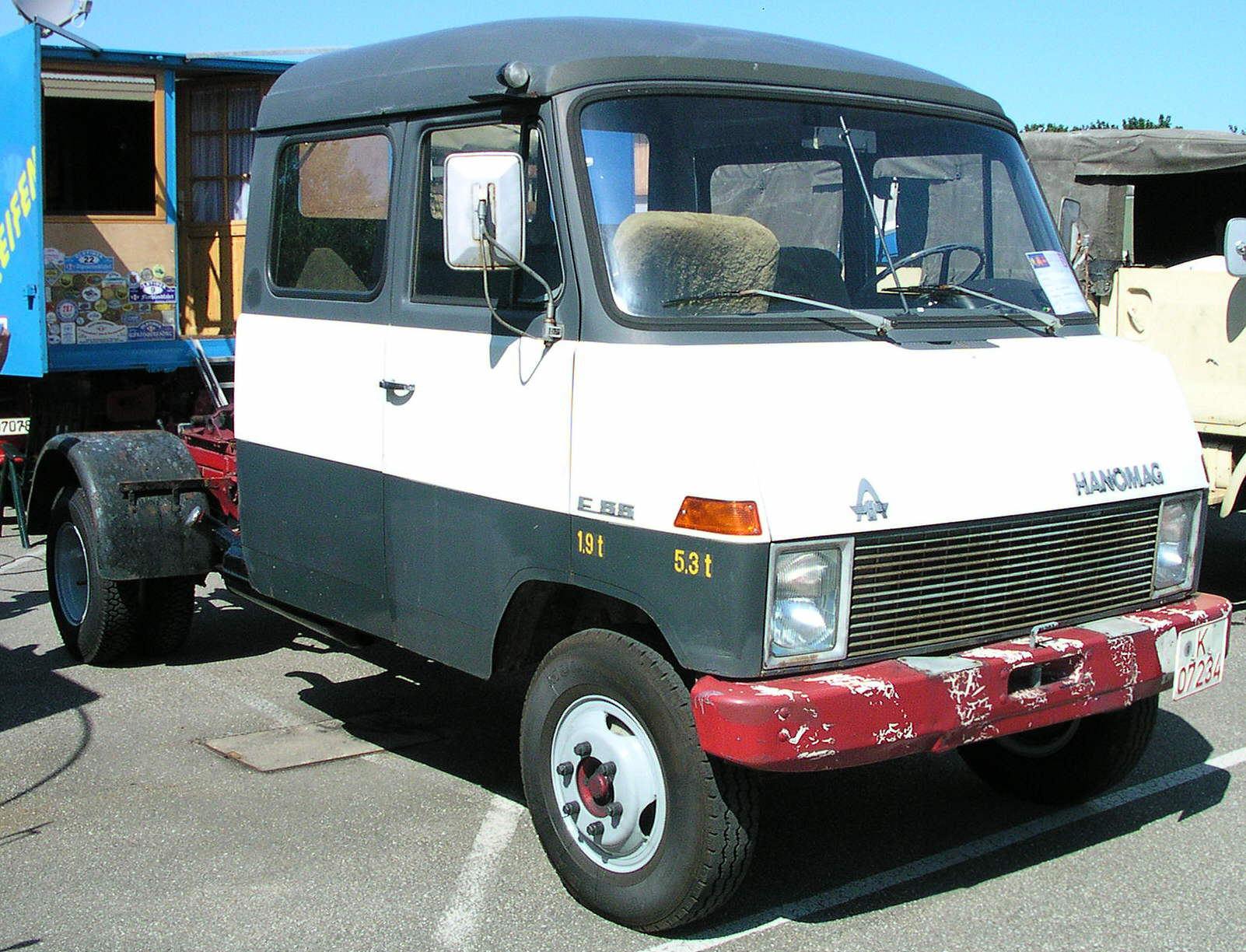
Dupla kabinos Hanomag F 55

### Kis áruszállítók
A Hanomag 1955 óta kooperált a Hamburg-Harburg-i Vidal & Sohn Tempo-Werk-el. Miután az alapító Oscar Vidal 1965-ben az üzem utolsó részvényeit is eladta a Rheinstahlnak, az itt készült kisteheraut a Tempo Matador E-t, immár értékesítette a Hanomag. Ennek helyére jött még 1967-ben a Vidal & Sohn által kifejlesztett F 20 - F 35 35 modellek (Harburg transzporter. Ezek később, Mercedes-Benz 206-ként tovább készültek 1977-ig, majd a helyére a Mercedes-Benz T1 került.

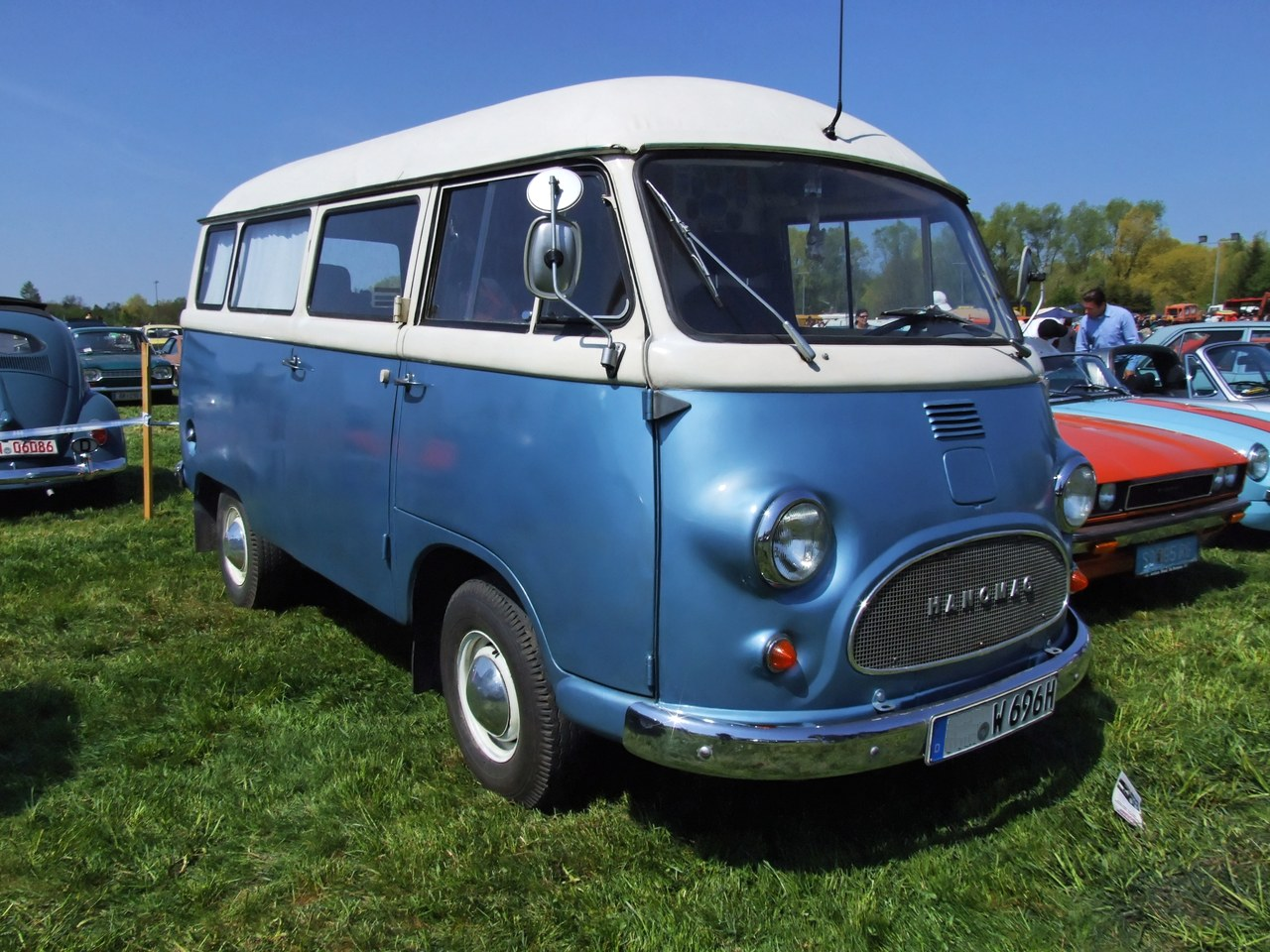
Tempo Matador E kisbusz
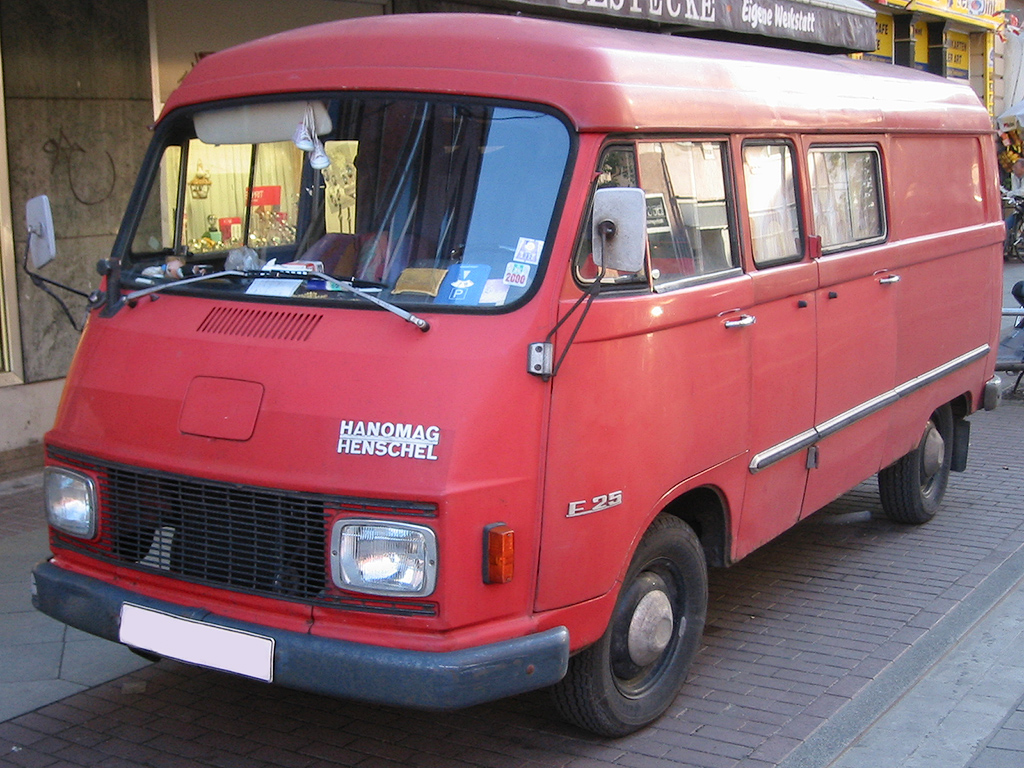
Hanomag-Henschel F 25 (Harburger Transporter)

### Személyautók
1925-től 1941-ig gyártott a Hanomag kisautót és autót a középosztálynak. A személyautó-gyártás folytatása 1951-ben nem sikerült. A népi az egyszerű kivitelű 2/10 típust a "Kommissbrot" (komiszkenyér) gúnynévvel és az alábbi szlogen: "Két kiló pléh, egy doboz festék se” – ez a Hanomag " illette.
| Típus                                 | gyártásban | Hengerelrendezés | Hengerűrtartalom | Teljesítmény        | Vmax         |
| ------------------------------------- | ---------- | ---------------- | ---------------- | ------------------- | ------------ |
| Typ P (2/10 PS), beceneve Kommissbrot | 1925–1928  | 1 álló           | 502 cm³          | 10 LE (7,4 kW)      | 60 km/h      |
| Typ P (3/16 PS)                       | 1929/1930  | 4 soros          | 751 cm³          | 16 LE (11,8 kW)     | 75 km/h      |
| Typ 53 (3/16 PS)                      | 1930/1931  | 4 soros          | 797 cm³          | 16 LE (11,8 kW)     | 75 km/h      |
| Typ 63 (4/20 PS)                      | 1930/1931  | 4 soros          | 1097 cm³         | 20 LE (14,7 kW)     | 80 km/h      |
| Typ N 53 (3/17 PS)                    | 1931/1932  | 4 soros          | 797 cm³          | 17 LE (12,5 kW)     | 75 km/h      |
| Typ N 63 (4/23 PS)                    | 1931/1932  | 4 soros          | 1097 cm³         | 23 LE (16,9 kW)     | 82 km/h      |
| Typ 900 (3/18 PS)                     | 1932–1934  | 4 soros          | 898 cm³          | 18 LE (13,2 kW)     | 80 km/h      |
| Typ 11 (4/23 PS)                      | 1932–1934  | 4 soros          | 1097 cm³         | 23 LE (16,9 kW)     | 82 km/h      |
| Typ 15 (6/32 PS)                      | 1933/1934  | 4 soros          | 1504 cm³         | 32 LE (23,5 kW)     | 98 km/h      |
| Garant Typ 11/4                       | 1934/1935  | 4 soros          | 1097 cm³         | 23 LE (16,9 kW)     | 82 km/h      |
| Rekord Typ 15 K                       | 1934–1936  | 4 soros          | 1504 cm³         | 32 LE (23,5 kW)     | 98 km/h      |
| Sturm Typ 22 K                        | 1934–1936  | 6 soros          | 2252 cm³         | 50 LE (37 kW)       | 110 km/h     |
| Kurier Typ 11 K                       | 1934–1938  | 4 soros          | 1097 cm³         | 23 LE (16,9 kW)     | 82 km/h      |
| Garant Typ 11/35                      | 1935/1936  | 4 soros          | 1097 cm³         | 23 LE (16,9 kW)     | 82 km/h      |
| Garant Typ 11/36                      | 1936–1938  | 4 soros          | 1097 cm³         | 23 LE (16,9 kW)     | 82 km/h      |
| Sturm Typ 23 K                        | 1936–1939  | 6 soros          | 2252 cm³         | 50−55 LE (37−40 kW) | 110−114 km/h |
| Sturm Typ 23 KI                       | 1936–1939  | 6 soros          | 2252 cm³         | 50−55 LE (37−40 kW) | 110−114 km/h |
| Rekord Typ 15 K                       | 1937/1938  | 4 soros          | 1504 cm³         | 35 LE (25,7 kW)     | 98 km/h      |
| Rekord Diesel Typ D 19 A              | 1937/1938  | 4 soros          | 1910 cm³         | 35 LE (25,7 kW)     | 90 km/h      |
| 1,3 Liter Typ 13                      | 1938–1941  | 4 soros          | 1298 cm³         | 32 LE (23,5 kW)     | 115 km/h     |
| Diesel Typ 19 K                       | 1939/1940  | 4 soros          | 1910 cm³         | 35 LE (25,7 kW)     | 90 km/h      |
| Partner                               | 1951       | 3 soros          | 697 cm³          | 28 LE (20,6 kW)     | 100 km/h     |

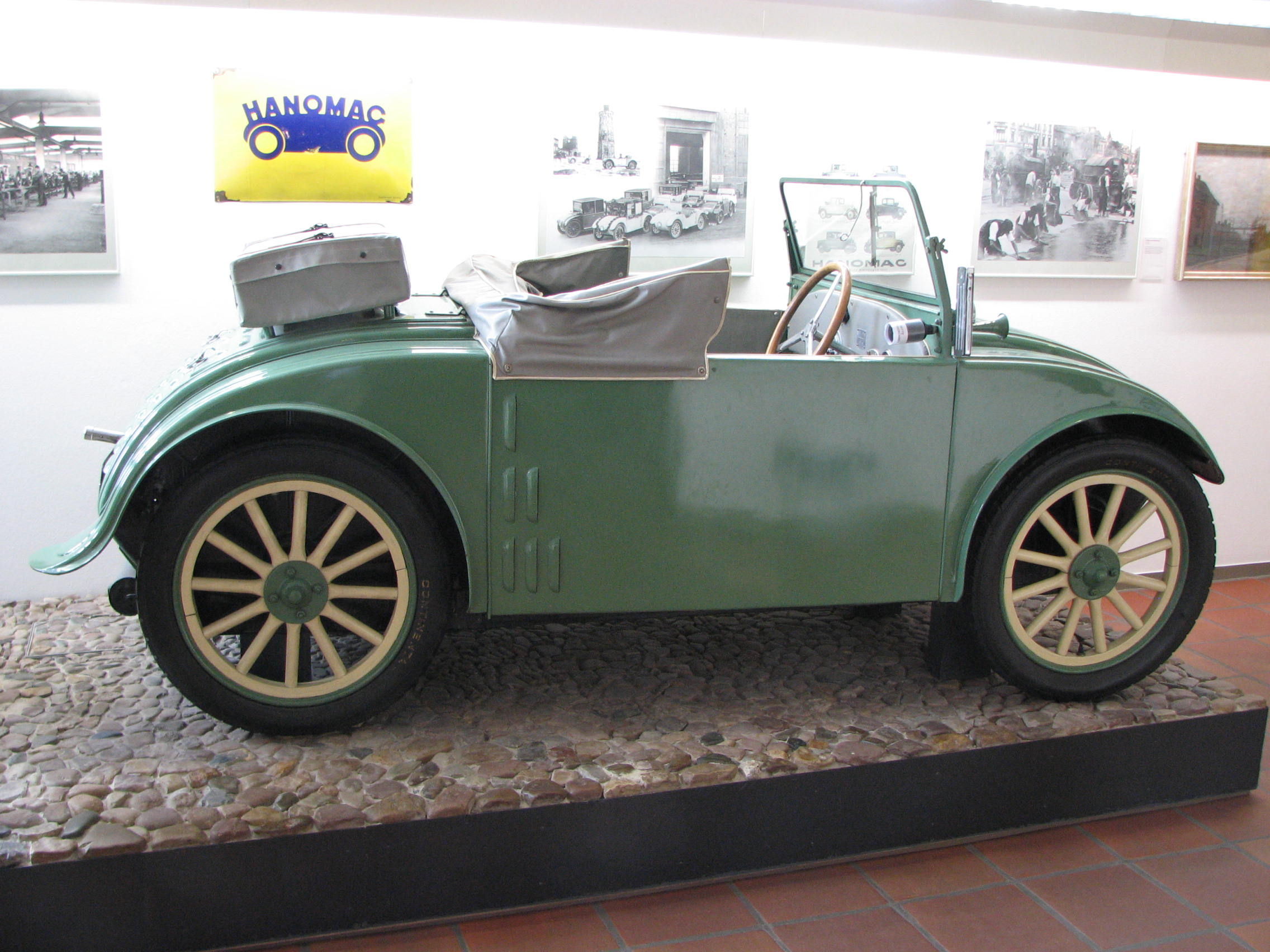
Kommissbrot Hanomag 2-10, 1926
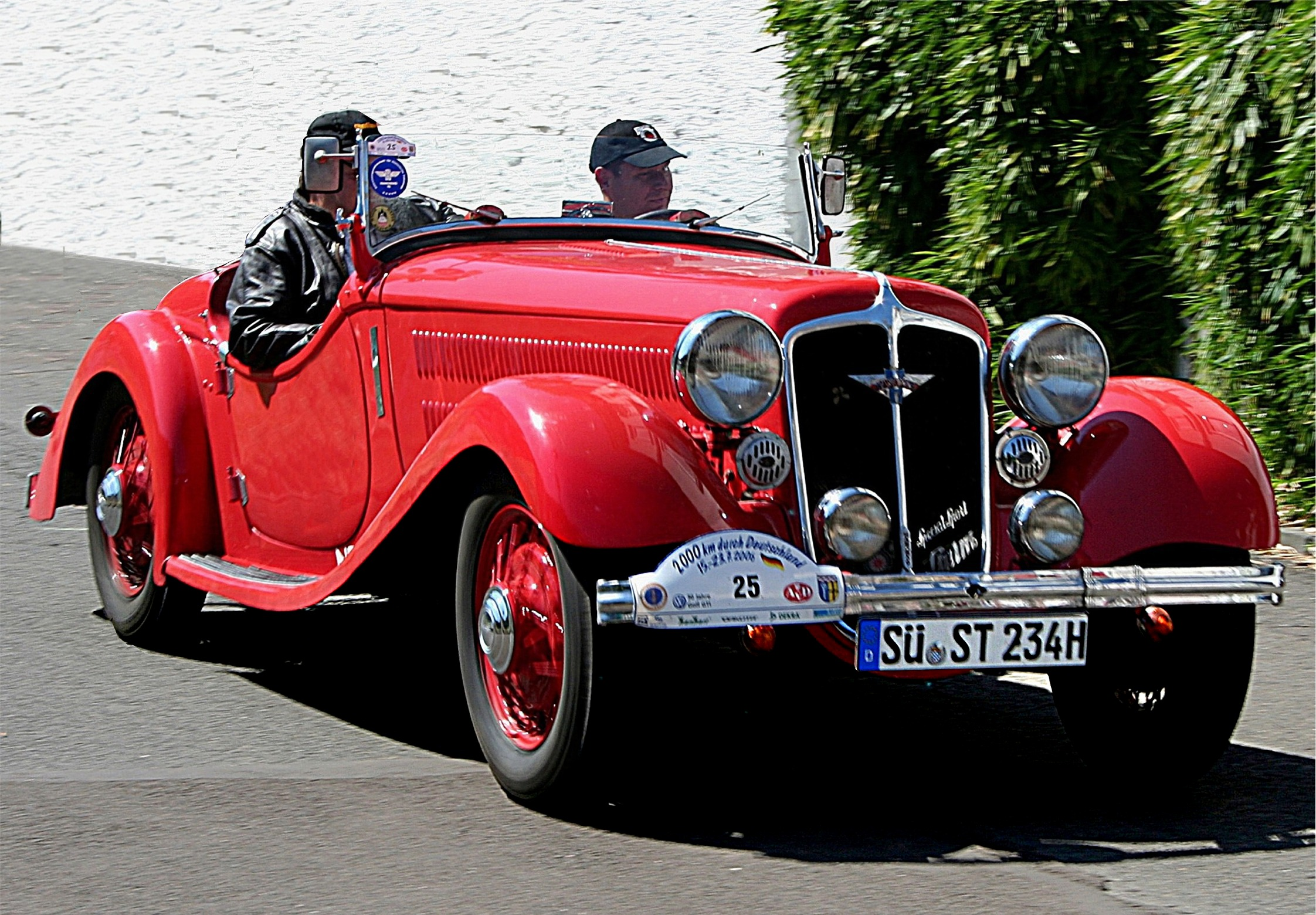
Hanomag Sturm Cabriolet, 6 cilinderes motor, 2252 cm³, 55 LE; 1934
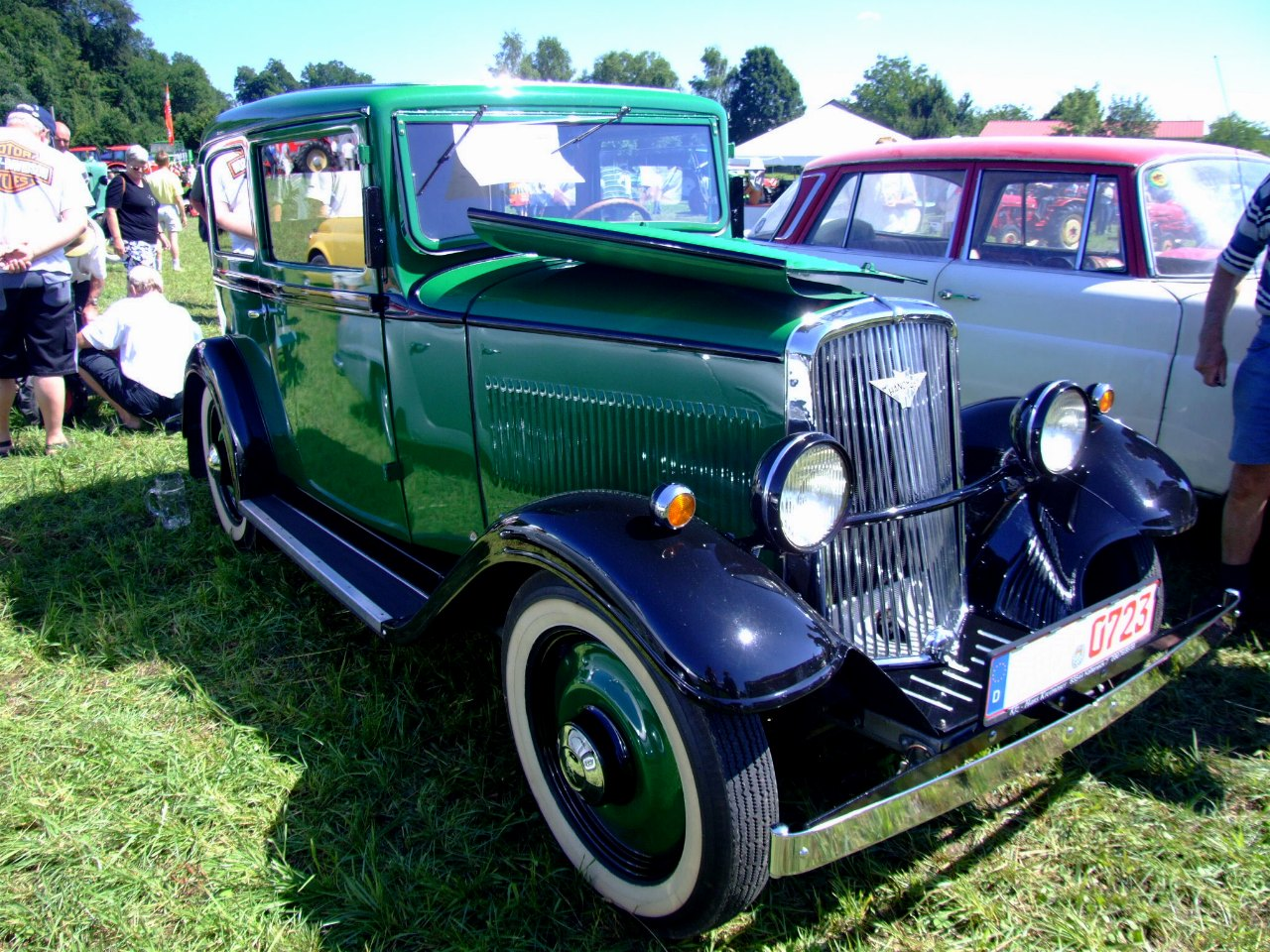
Hanomag Kurier (1935)
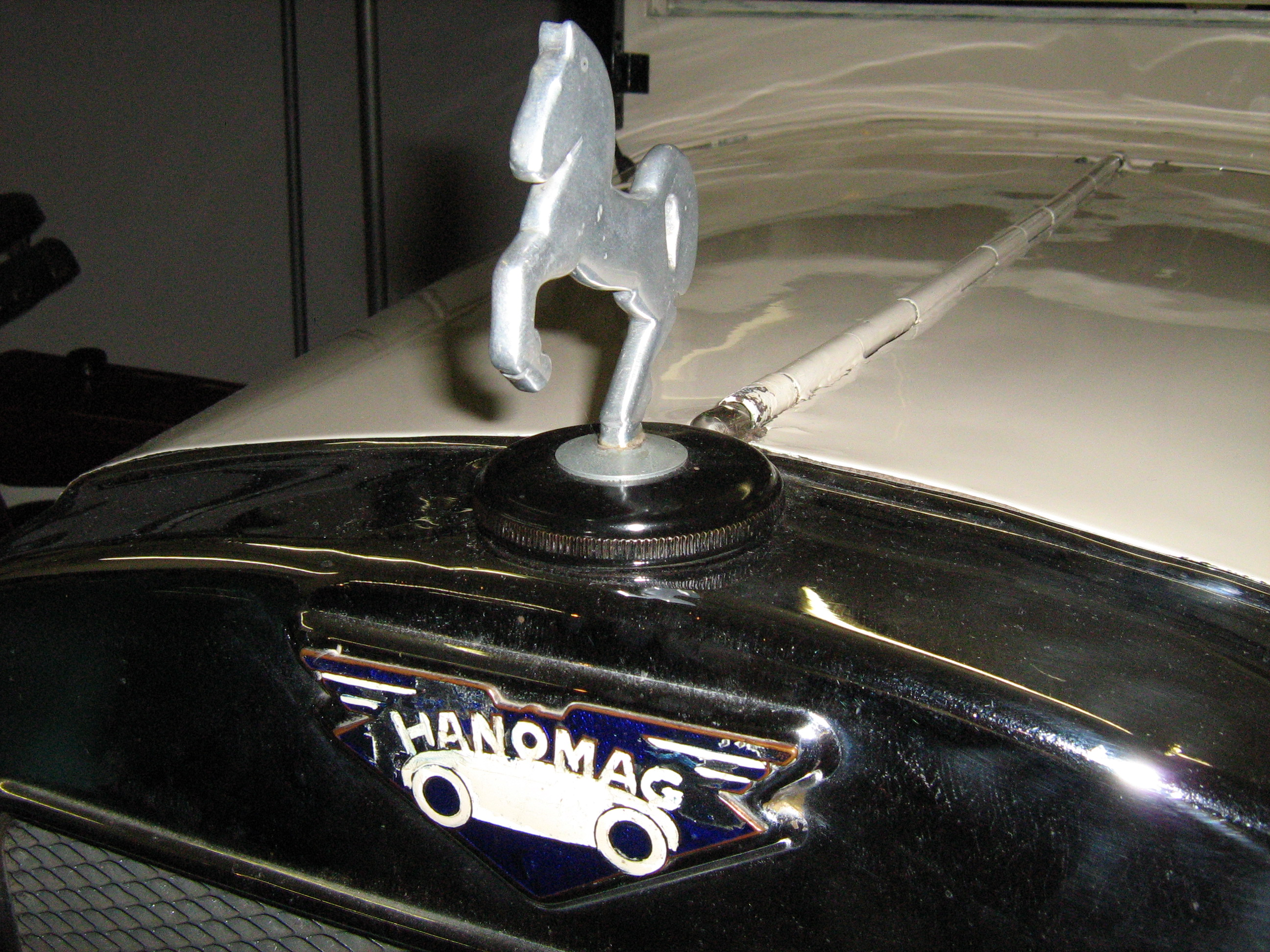
Hanomag-embléma

## Traktorok
1912-ben a Hanomag gyártani kezdett egy akár 80 lóerős benzolmotoros szántógépet. 1924 készült el az első traktor, a 26 WD (WD: Wendel és Dohrn rendszerű) 26 lóerős négyhengeres benzolmotorral, 1931 az első díesel traktor az RD 36, 36 lóerős négyhengeres és 5,2 literes Hubraum motorral. A Hanomag 1939-től az 1950-es évekbeli befejezésig piacvezető volt a traktorgyártásban. 1951-ben kijöttek egy új sorozatú vontatóval mely modulrendszeren alapuló 2, 3 vagy 4 hengerű motorral készült. 1953 követte egy részlegesen átalakított kétütemű dízel motoror. Ezek a motorok azonban nem voltak kellően kiforrottak és kevésbé voltak stabilok, így az eladásokban masszív visszaesés következett be. 1962-től a gyártás megszüntetéséig 1971 –ig a továbbiakban csak négyütemű dieseltraktorokat készítettek.
1912-1971-ig több mint 250000 gép (12-92 LE) hagyta el a lindeni gyárat. Voltak is gyártó létesítmények Argentínában és licenc megállapodást kötött a spanyol Eduardo Barreiros iparos.
A mezőgazdasági technológiai cég Wilhelm Fricke GmbH megvásárolta a Hanomag traktor alkatrészek, és ma is árulja őket. A cég utángyárt eredeti alkatrészeket is, ezért a legfontosabb alkatrészellátója a Hanomag traktoroknak.

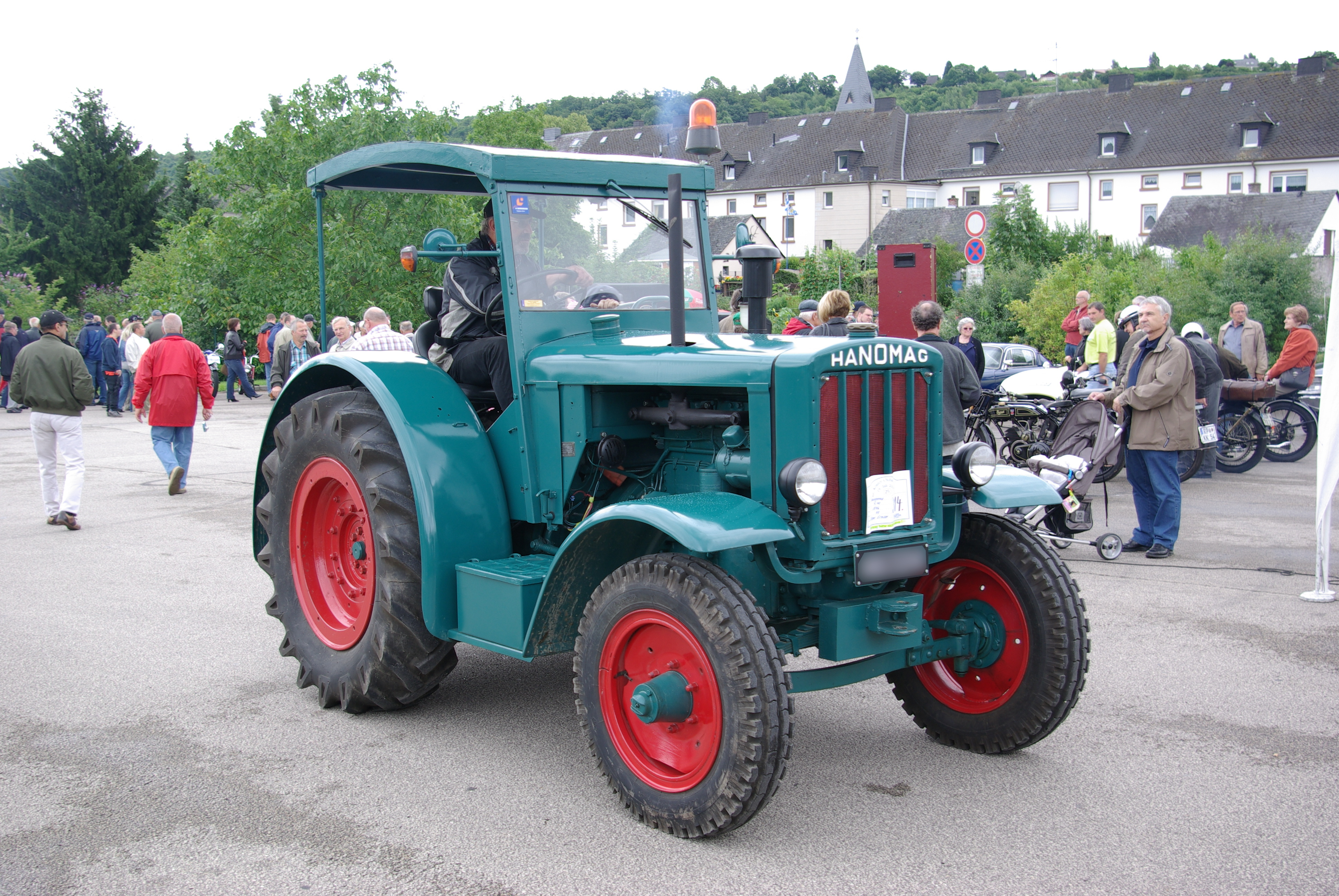
Hanomag R 40
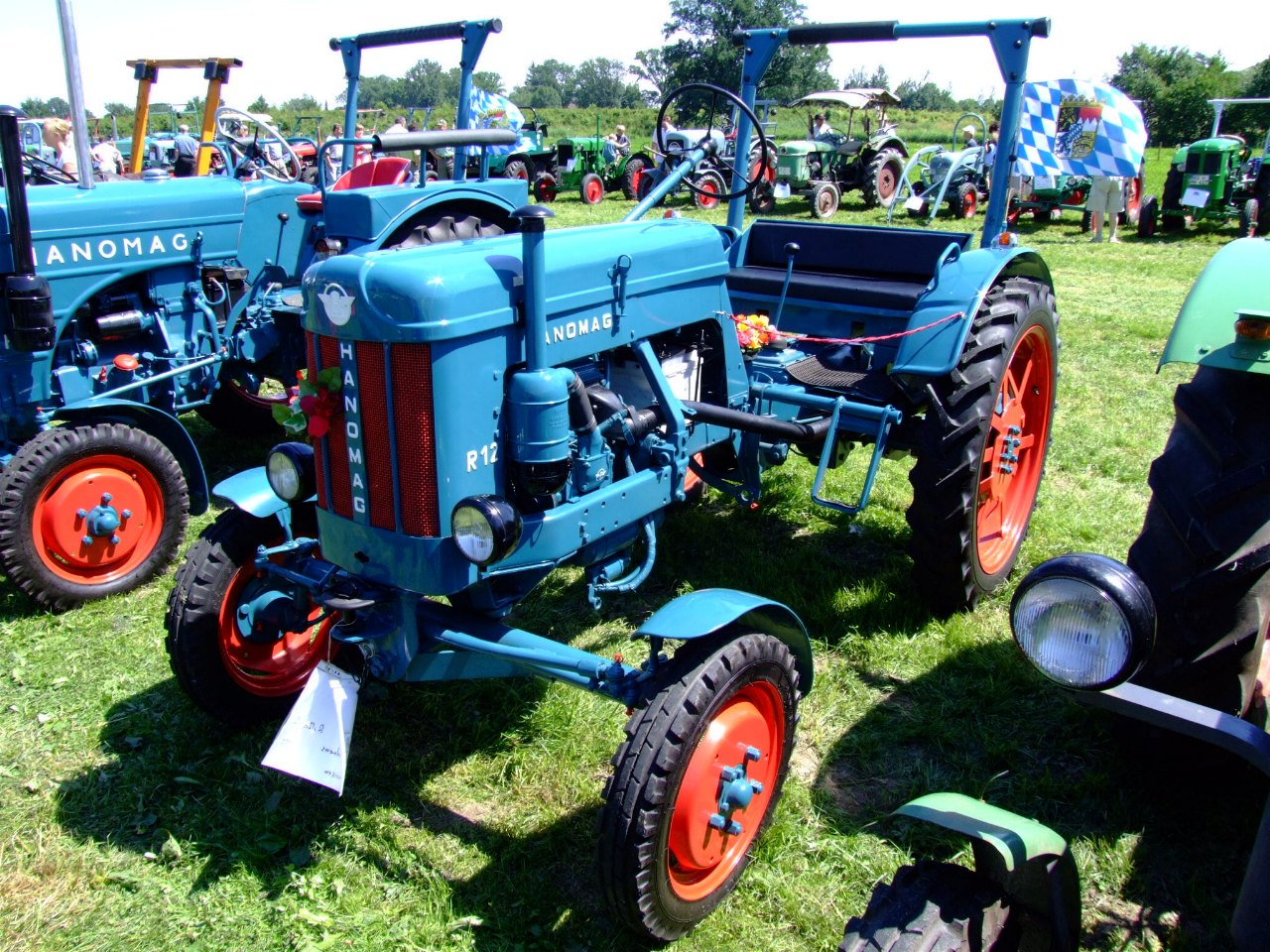
Hanomag R 12 A (1955)
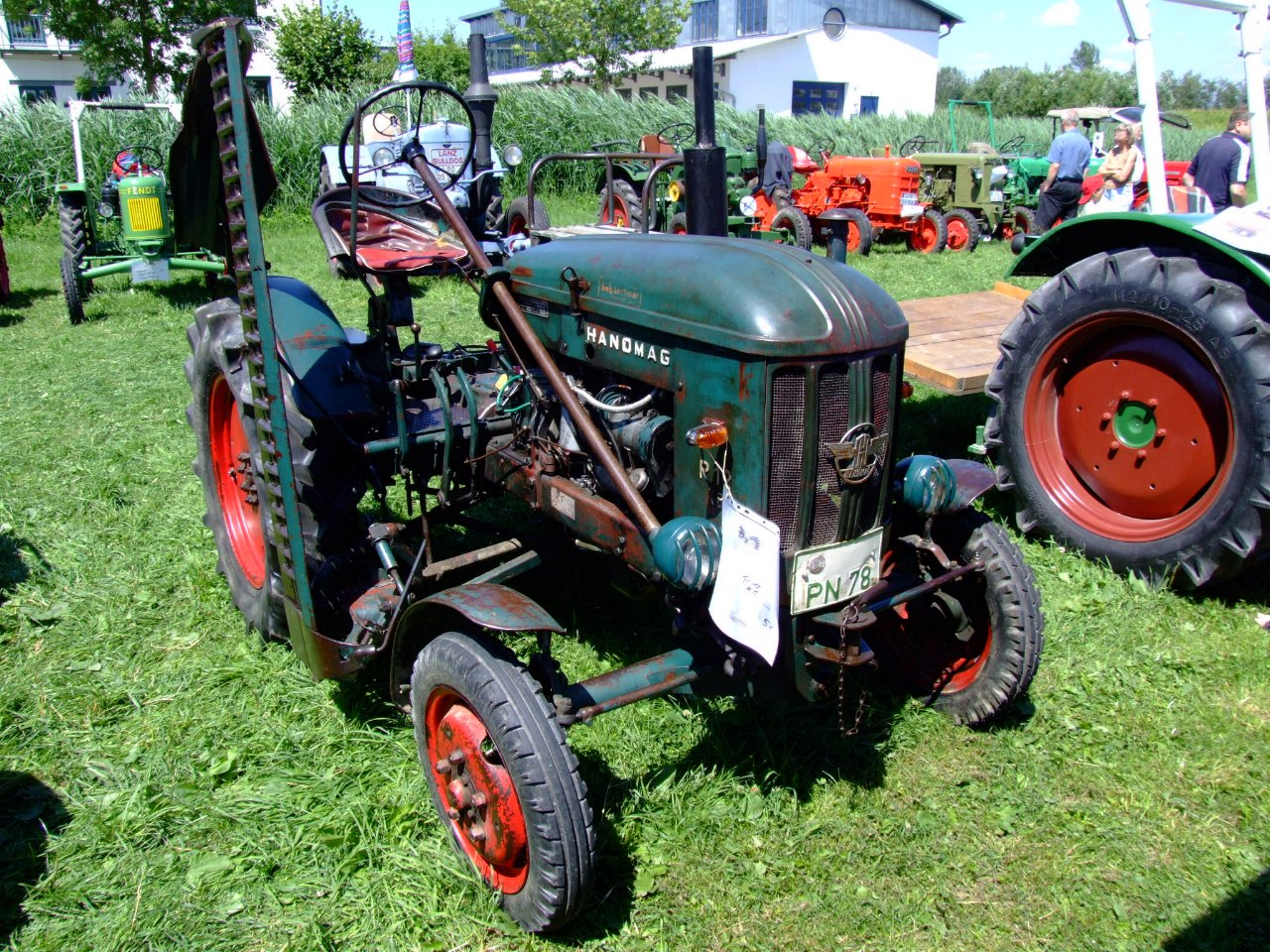
Hanomag R 12 KB (1956)
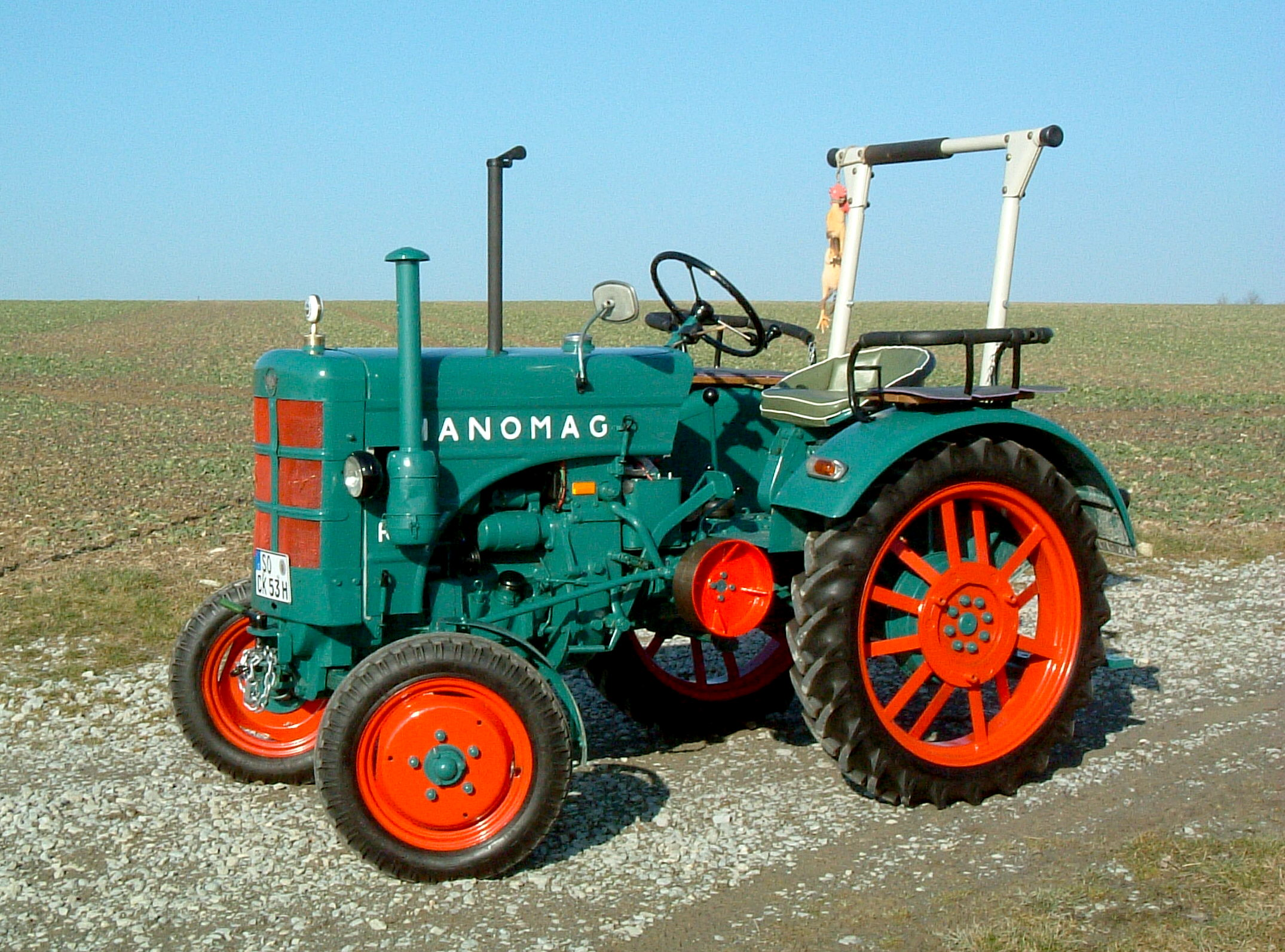
Hanomag R 16 (1953)
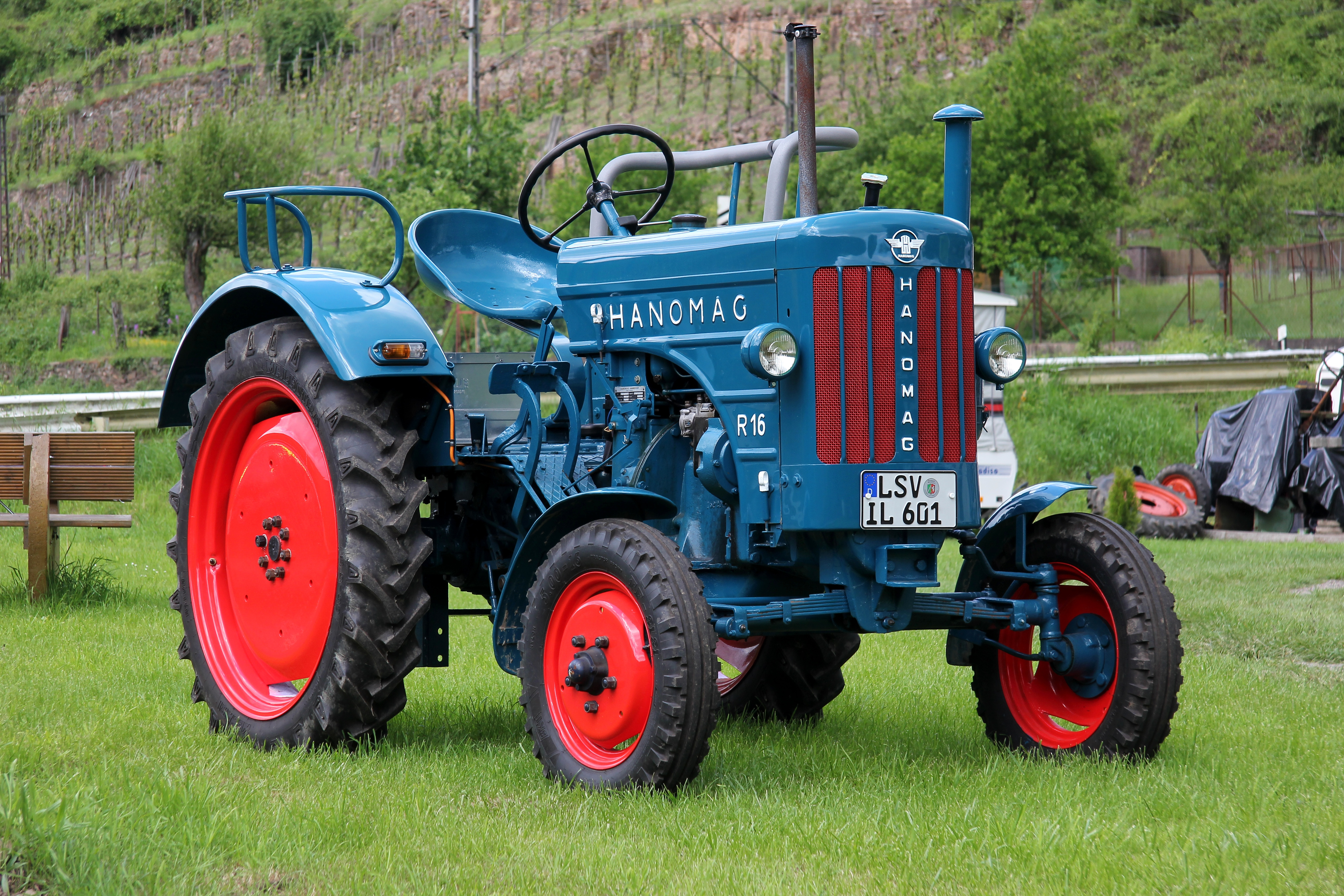
Hanomag R 16
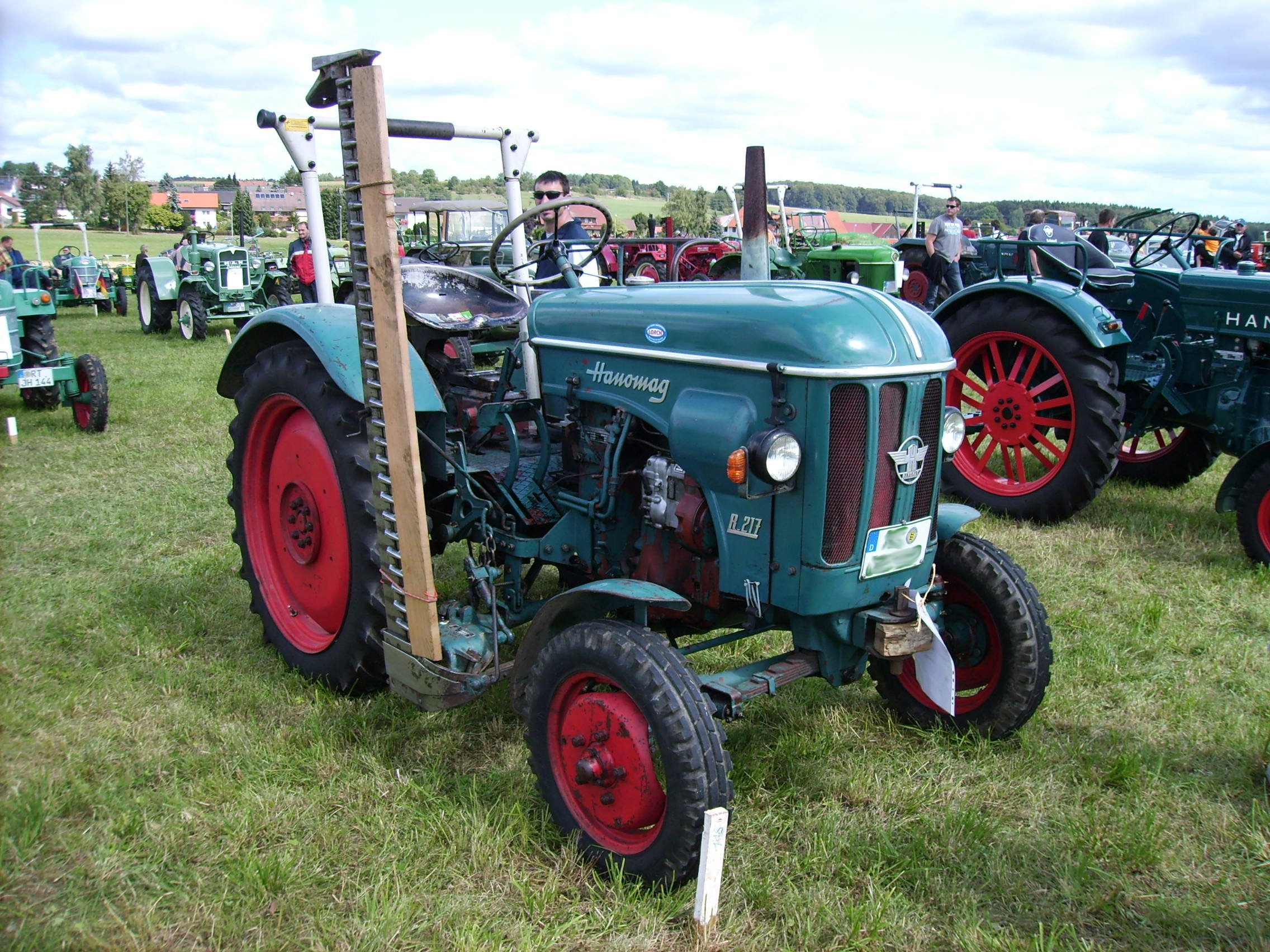
Hanomag R 217 (1958)
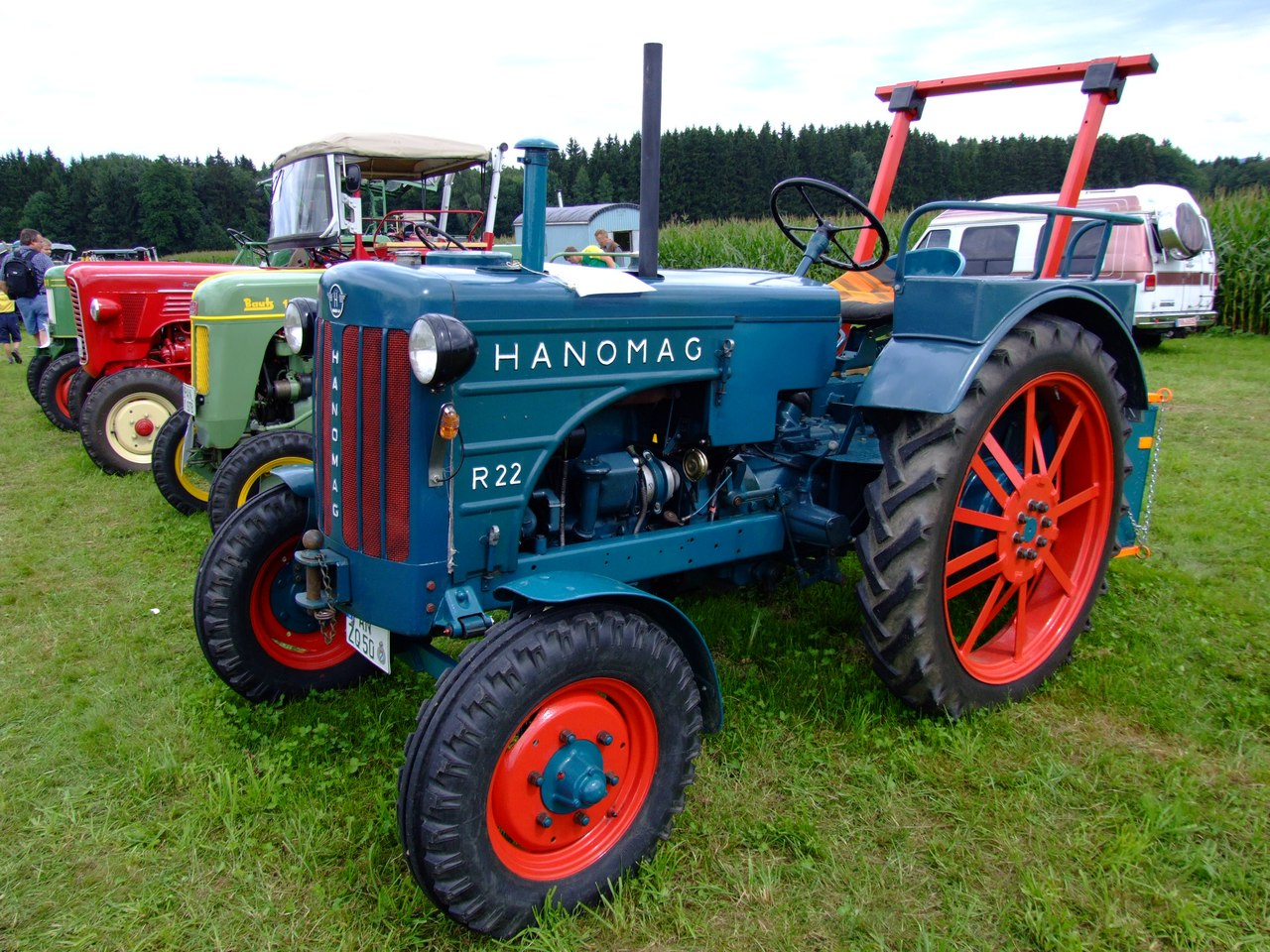
Hanomag R 22 (1954)
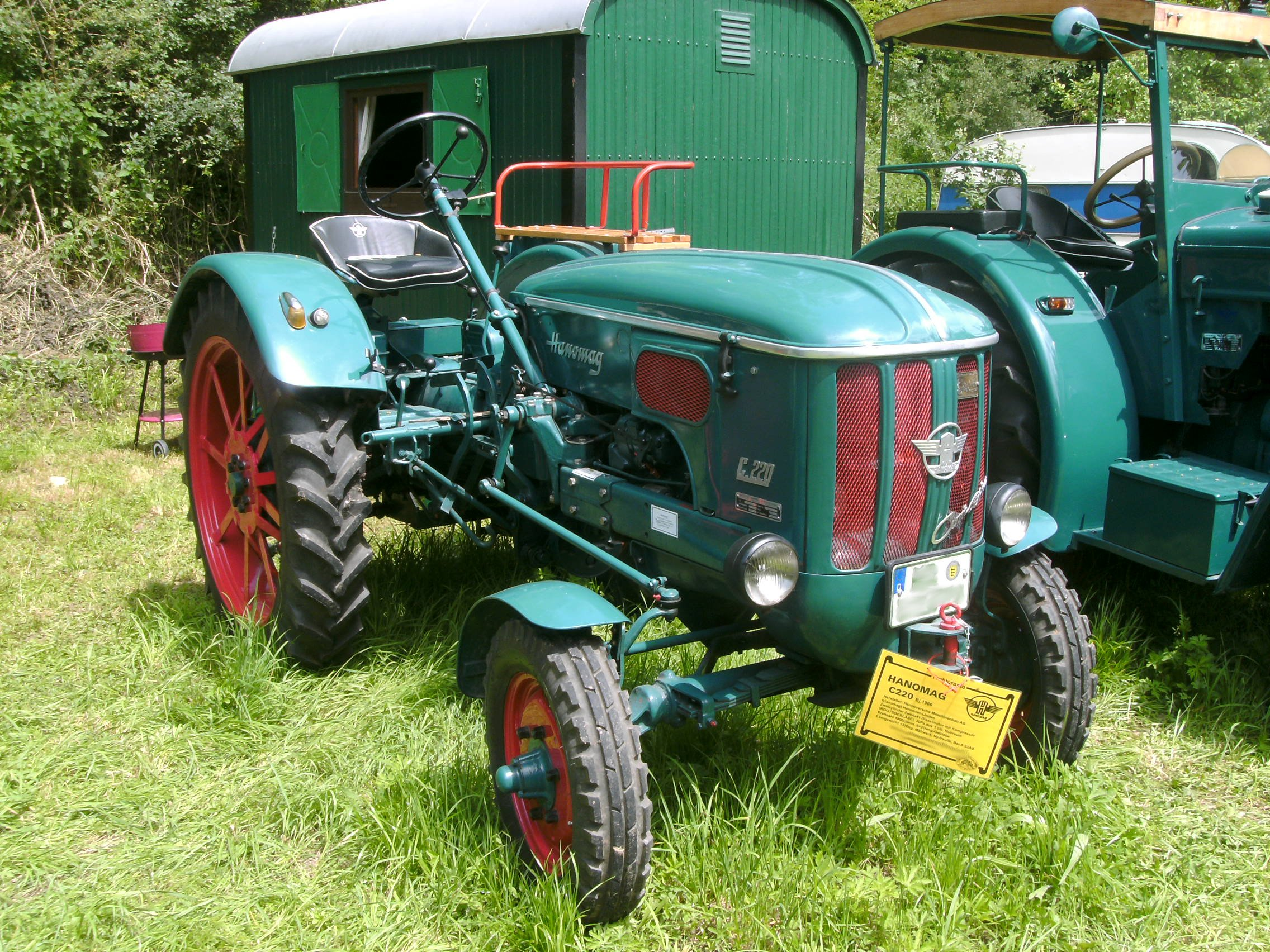
Hanomag C220 (1960)
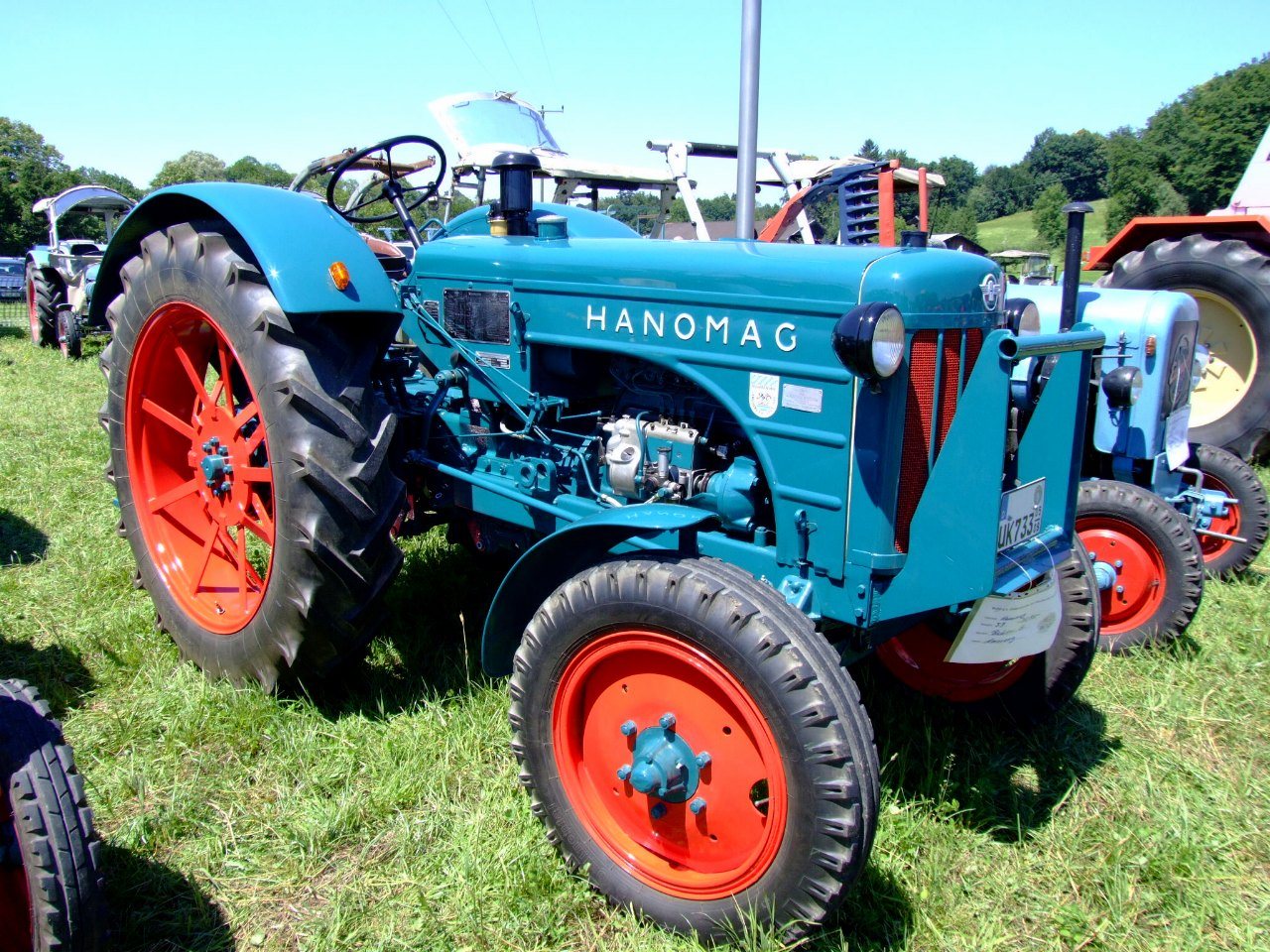
Hanomag R 35 A (1957)
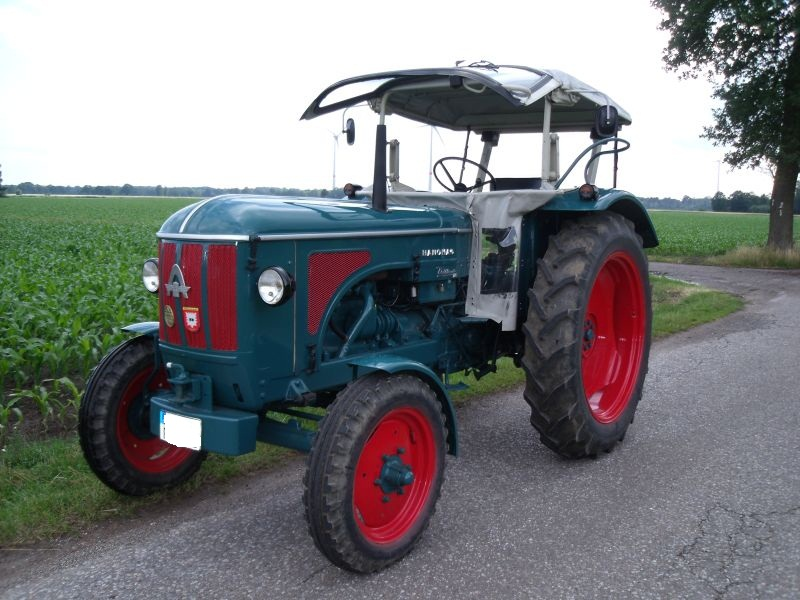
Hanomag Brillant 600-S (1963)
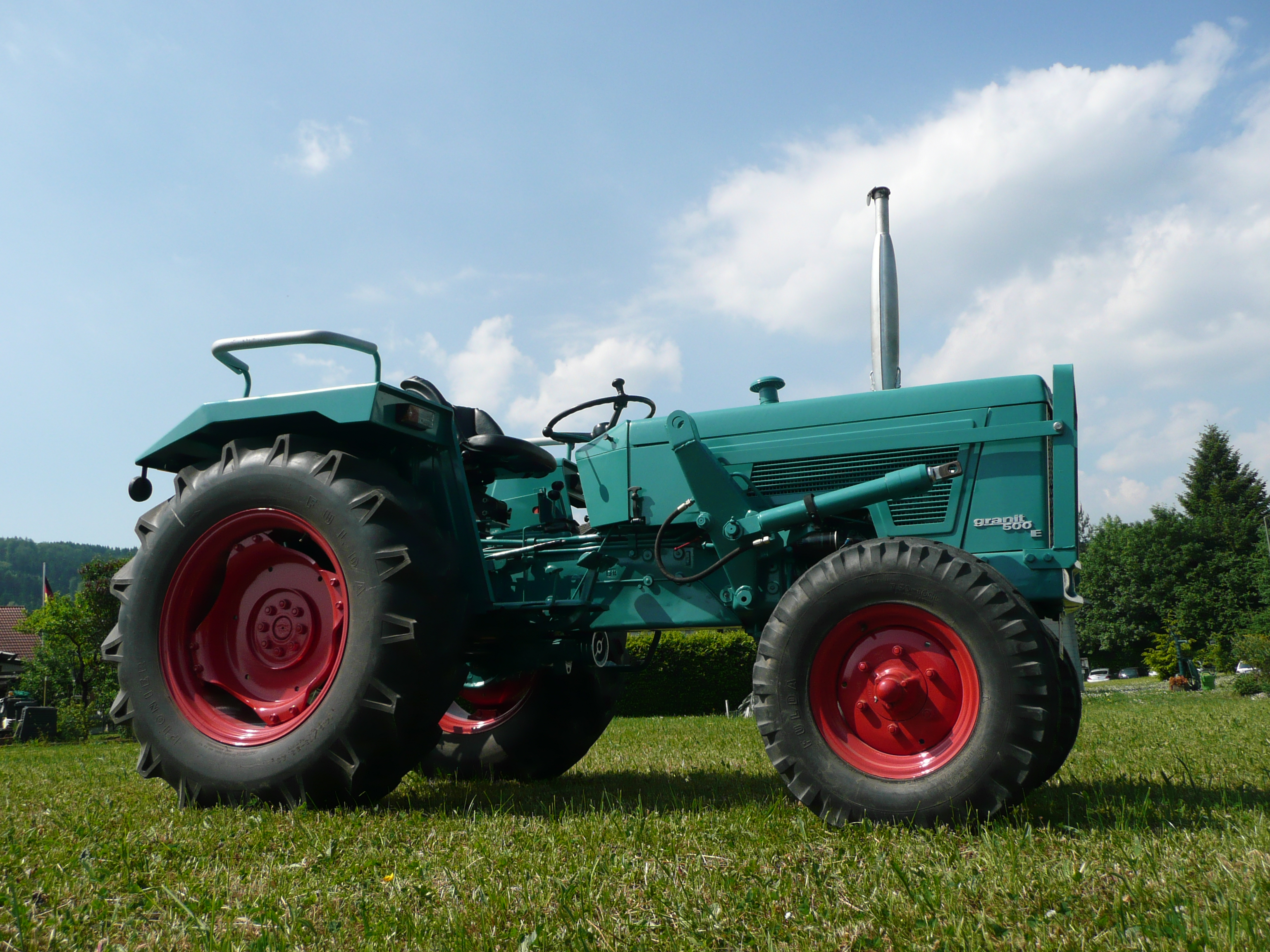
Hanomag Granit 501 E-S (1970)
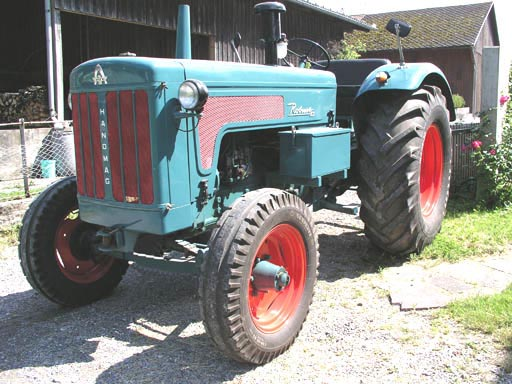
Hanomag Robust 800 (1965)
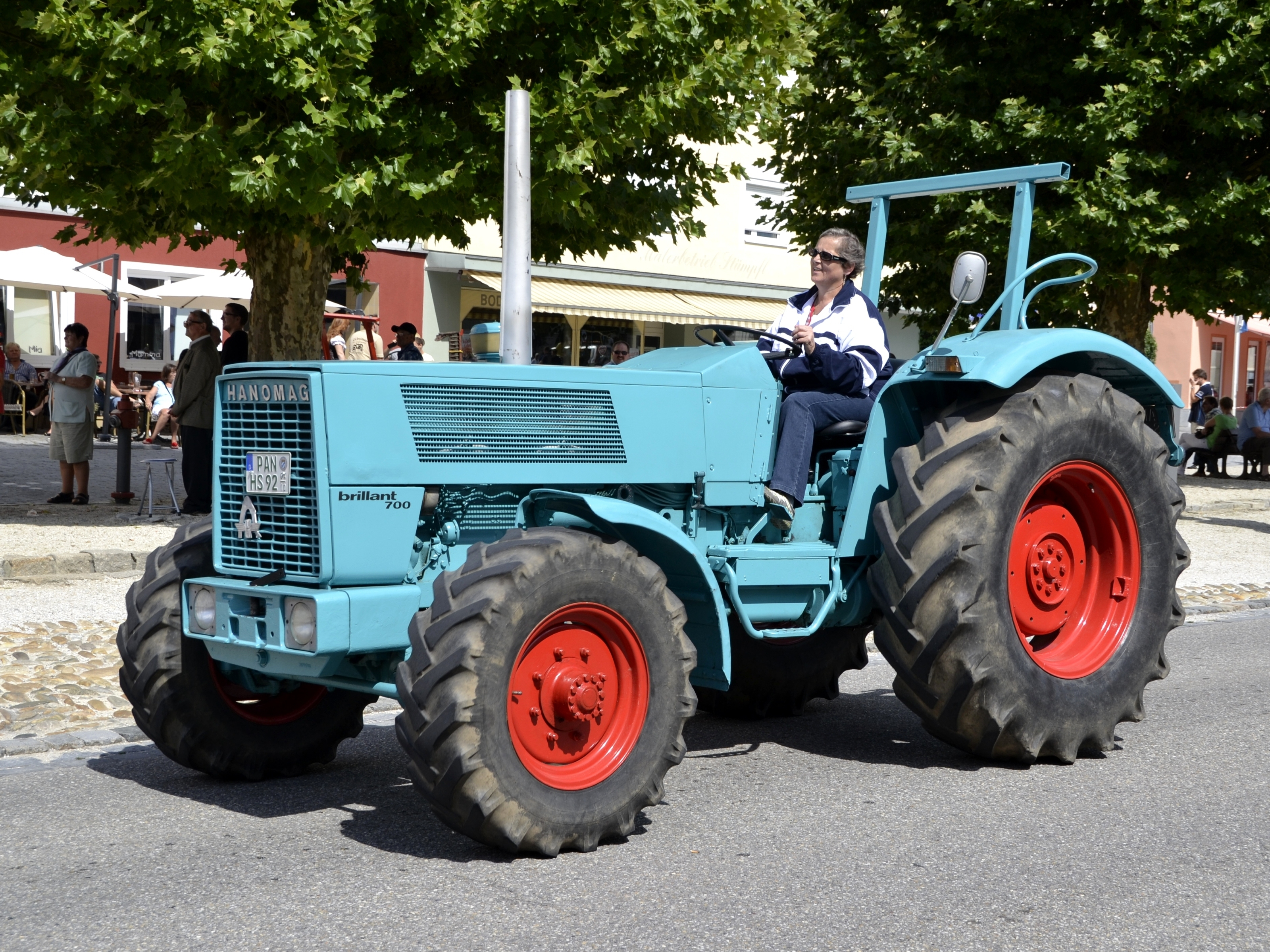
Hanomag Brillant 700 (1969)
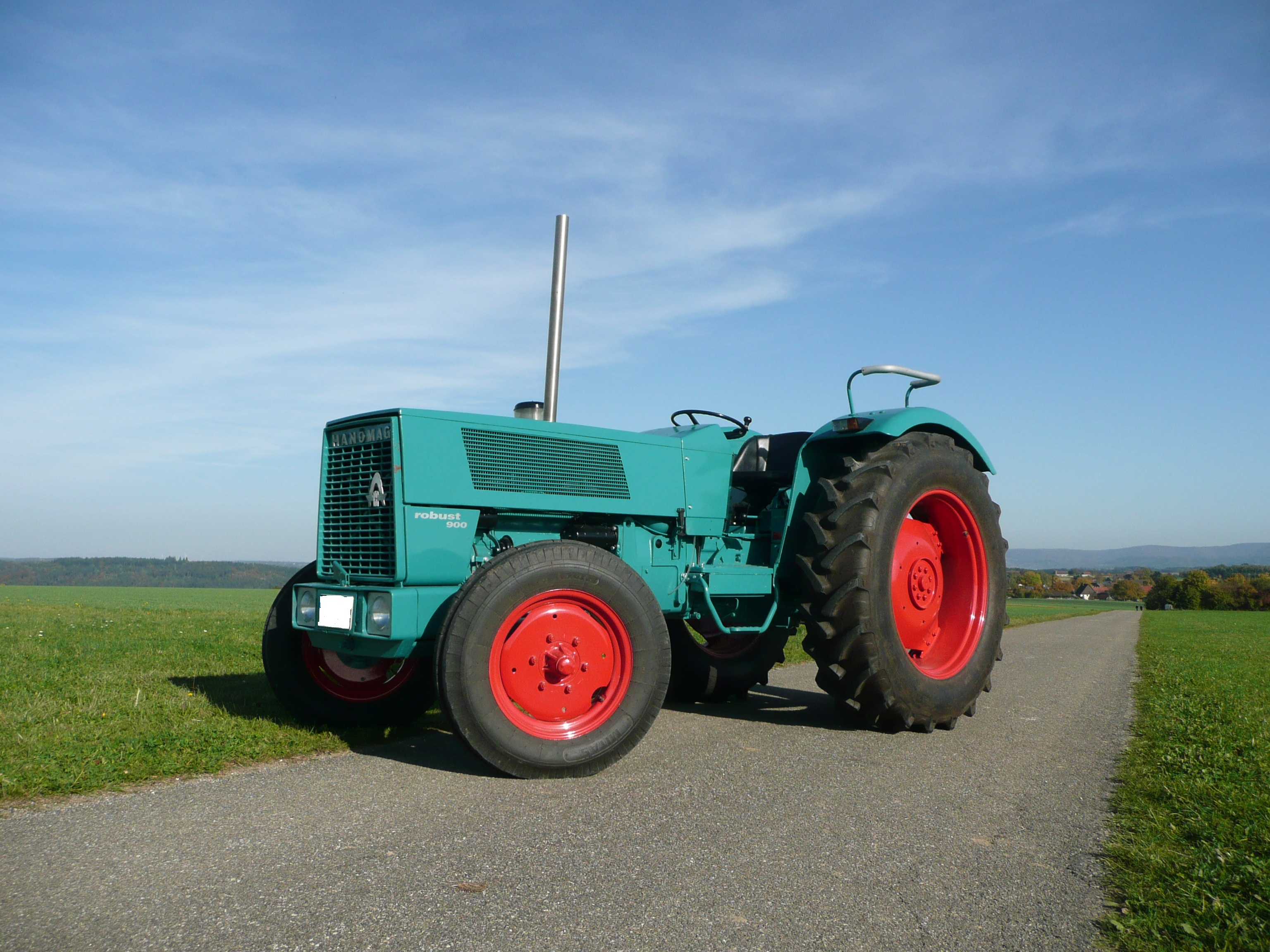
Hanomag Robust 901-S (1970)

### Földmunkagépek
A Hanomag 1931 óta gyárt építőipari gépeket és földmunkagépeket. Ma a Hanomag-kimatsu könnyű és nehéz rakodógépeket és mobil kotrókat készít "Komatsu" alatt.

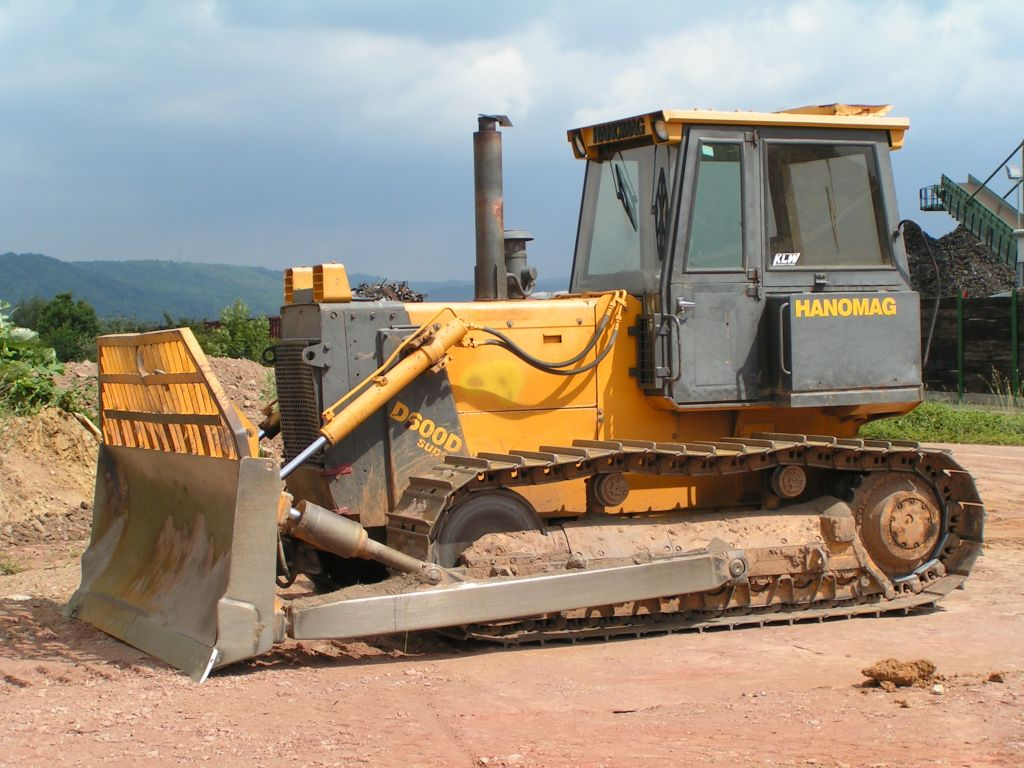
Buldózer
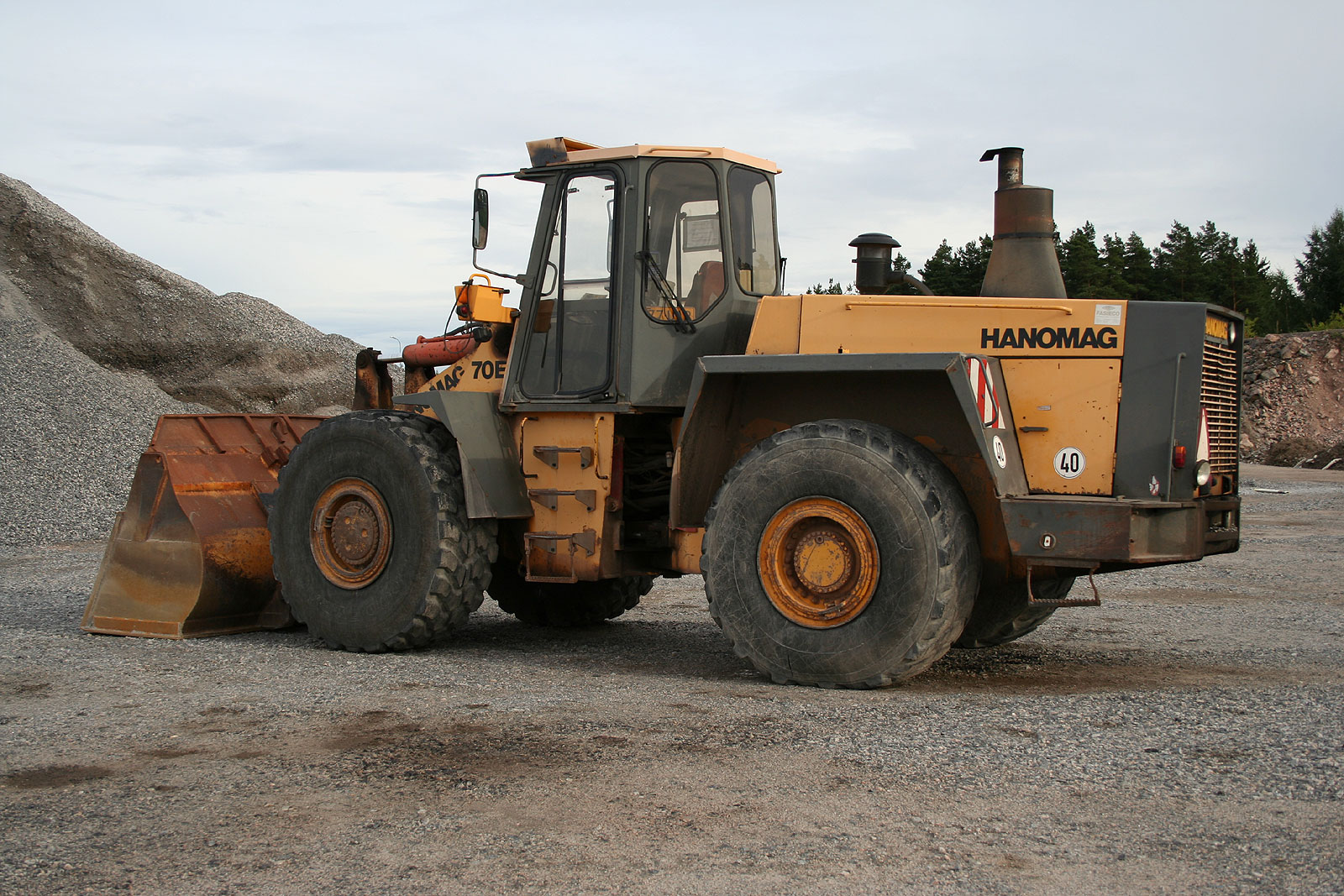
Kerekes rakodó

## Fordítás
- Ez a szócikk részben vagy egészben  a   Hanomag című német Wikipédia-szócikk fordításán alapul.  Az eredeti cikk szerkesztőit annak laptörténete sorolja fel. Ez a jelzés csupán a megfogalmazás eredetét és a szerzői jogokat jelzi, nem szolgál a cikkben szereplő információk forrásmegjelöléseként. Az eredeti szócikk forrásai szintén ott találhatóak.